# Các loài thú lớn nhất

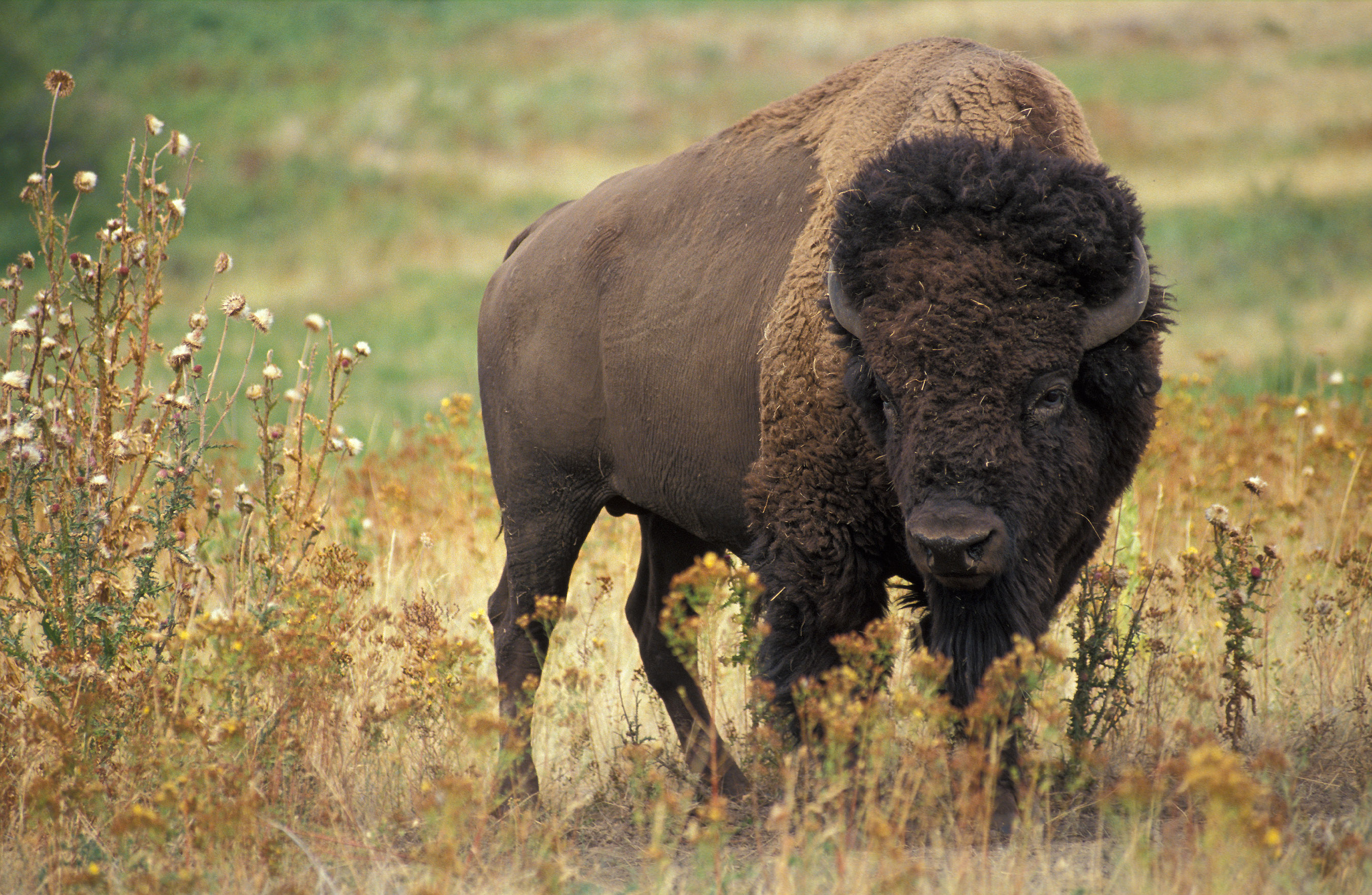
Bò bison châu Mỹ là loài thú trên cạn lớn nhất Tây Bán Cầu

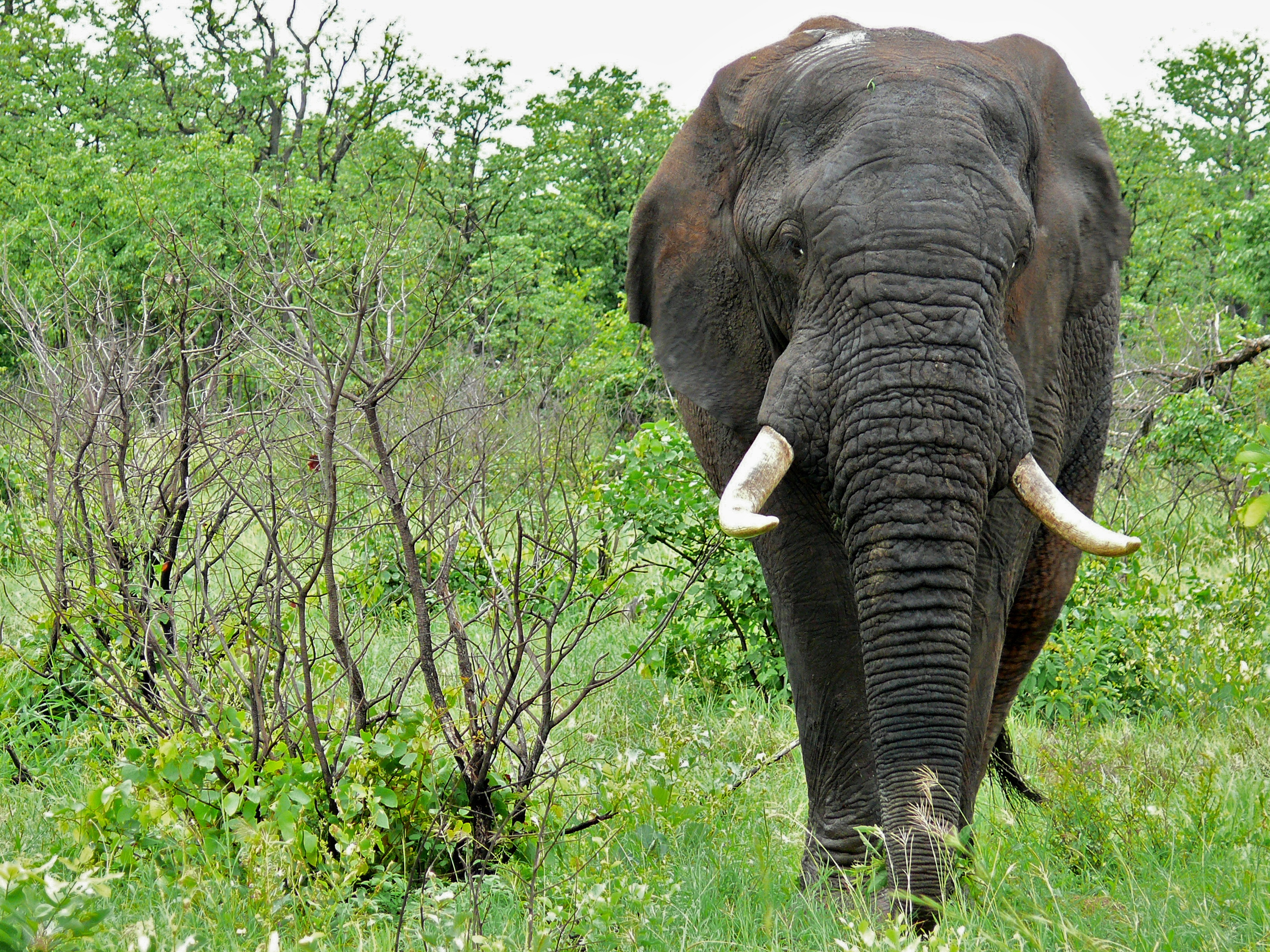
Voi là loài thú lớn nhất trên cạn

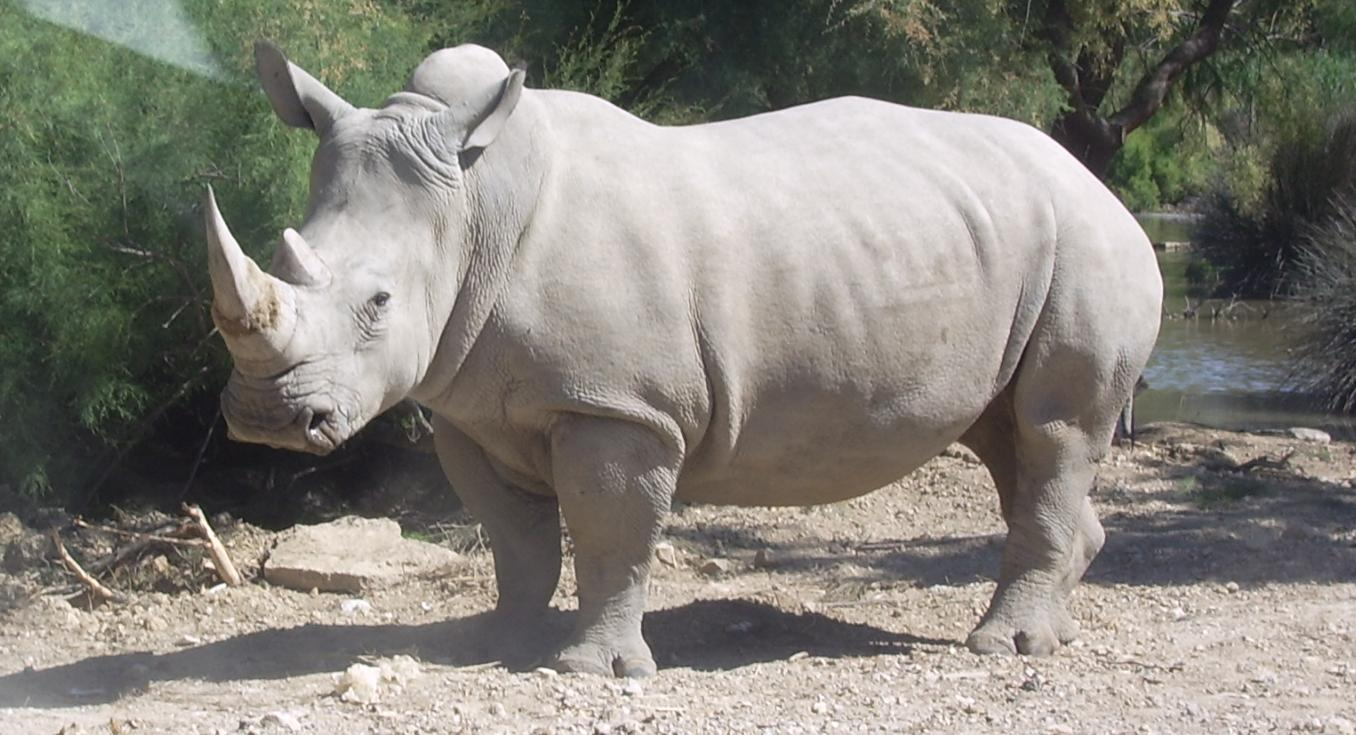
Tê giác trắng là loài thú guốc lẻ lớn nhất

Các loài thú lớn nhất gồm các loài thú (động vật có vú hay động vật hữu nhũ) có tầm vóc cơ thể lớn nhất được ghi nhận. Các loài thú có tiếng là những động vật lớn nhất trên thế giới hiện nay, hai đại diện động vật lớn nhất trên cạn và dưới nước đều thuộc lớp thú, lần lượt là voi và cá voi.
Thuật ngữ lớn hay lớn nhất (động vật lớn/Megafauna) được hiểu một các tương đối, chúng có thể là các loài thú có tầm vóc lớn, khổng lồ thuộc kích thước tầm đại (Massive size), nhưng cũng có thể là thú cỡ lớn (tầm trung) hoặc các loài thú cỡ nhỏ (tầm tiểu) nhưng lại là loài lớn nhất trong họ hàng, chi, giống của chúng. Loài động vật nuôi con bằng sữa lớn nhất còn sinh tồn là cá voi xanh. Trên cạn, lớn nhất là Voi đồng cỏ châu Phi Loxodonta africana với chiều cao đo được lên tới 3,96 mét, cân nặng hơn 5 tấn.
Dưới đây là danh sách các loài thú có tầm vóc, kích thước (cân nặng, chiều dài, chiều cao) lớn nhất (trong mỗi phân loài, phân họ của chúng) được ghi nhận.

## Thú biển

### Bộ cá voi

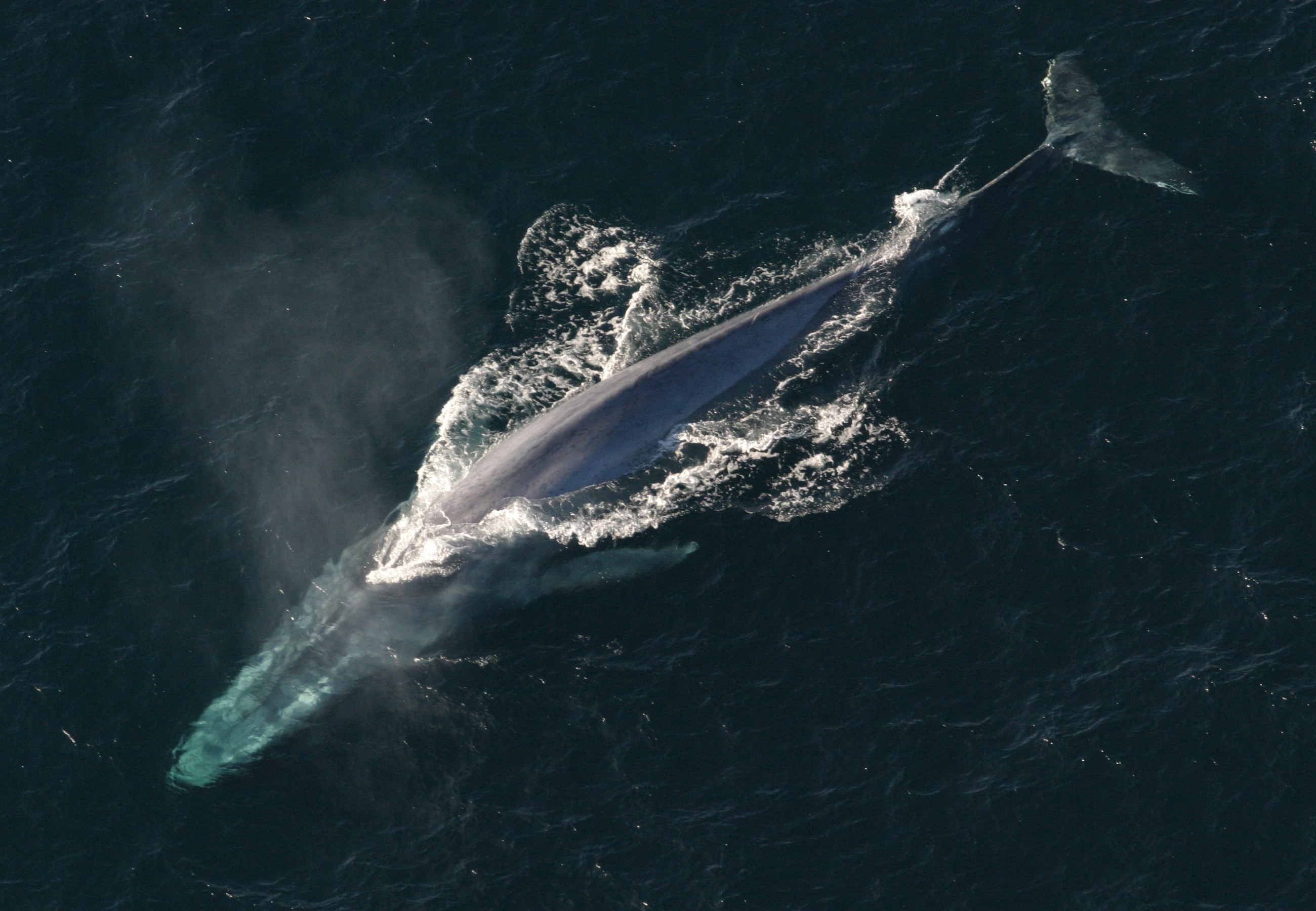
Một con cá voi xanh, chúng là sinh vật lớn nhất trong lịch sử đến nay từng được biết đến

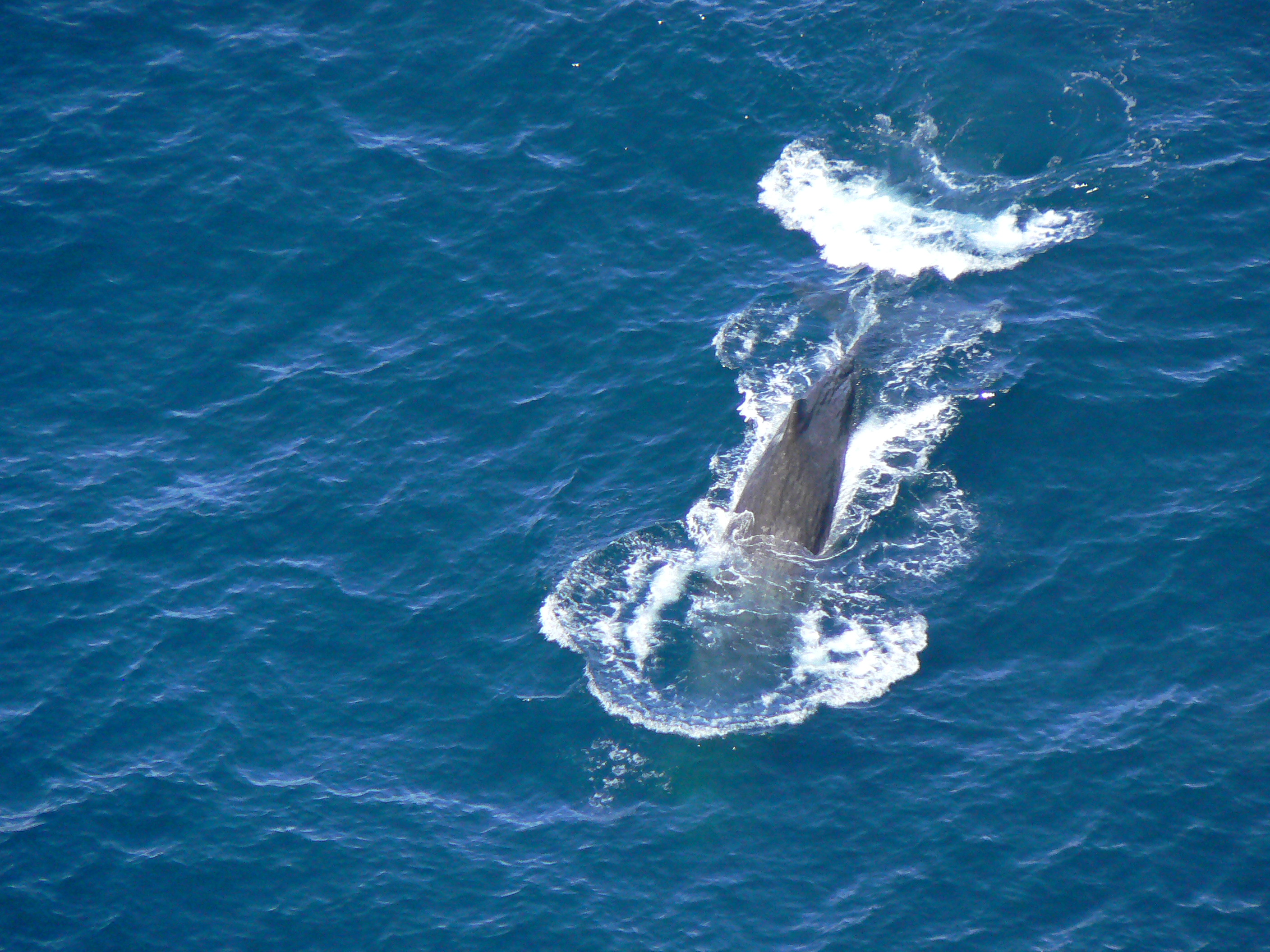
Cá nhà táng là loài cá voi có răng lớn nhất

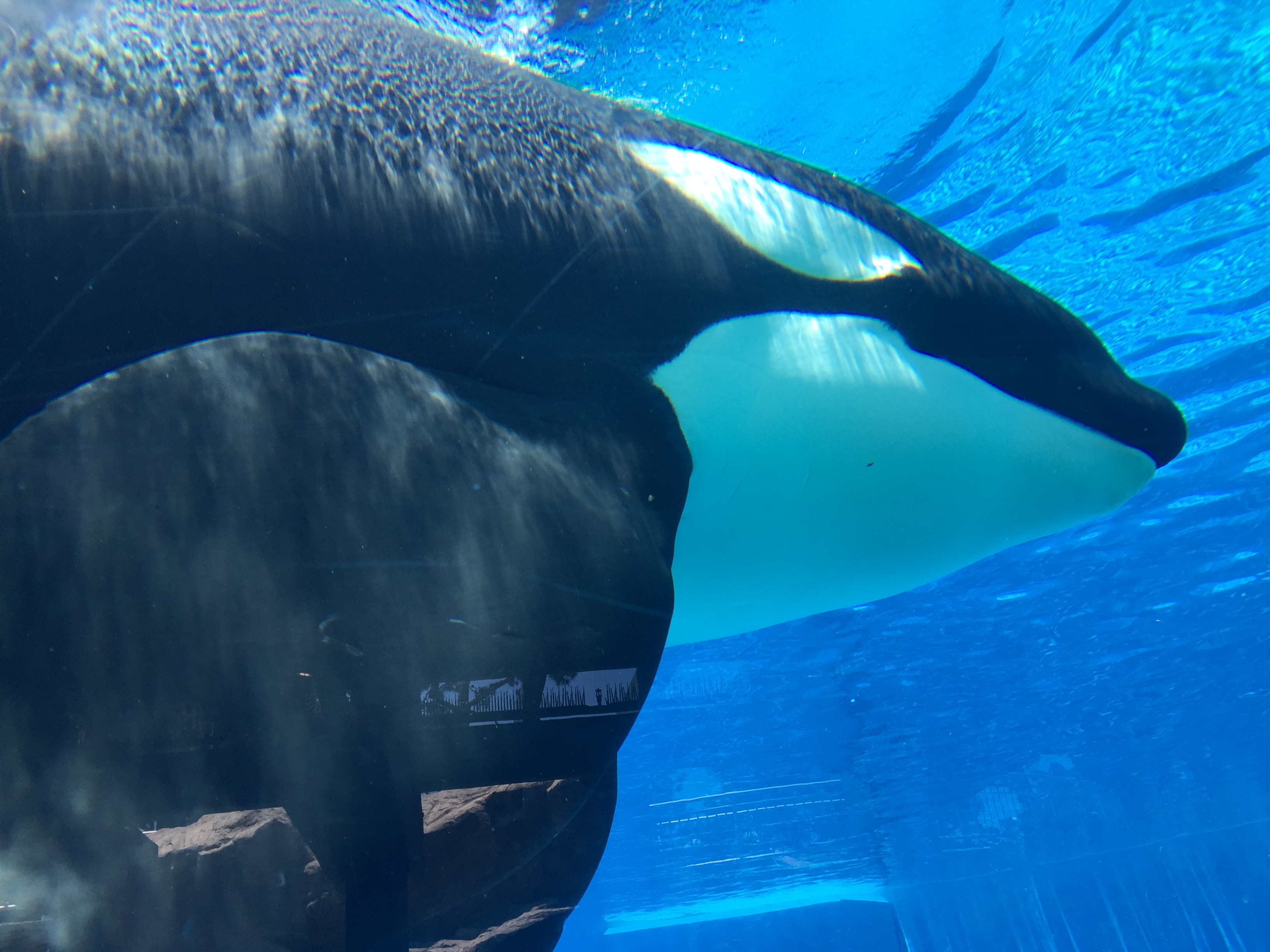
Cá hổ kình hay hổ biến, là loài cá heo lớn nhất

- Cá voi xanh hay còn gọi là cá ông (Balaenoptera musculus) thuộc họ Cá voi lưng gù trong phân bộ cá voi tấm sừng (Mysticeti) là động vật lớn nhất còn tồn tại và nặng nhất từng tồn tại[1], chúng có tổng chiều dài 29,9 m (98 ft) và cân nặng tối đa được ghi nhận là 173 tấn (190 tấn thiếu), có lẽ chúng sẽ đạt được kích cỡ 181 tấn[2], điều này làm cho chúng trở thành loài động vật lớn nhất được biết từ trước đến nay trong lịch sử trái đất. Một trong những chi khủng long lớn nhất trong Đại Trung Sinh là Argentinosaurus[3] chỉ nặng có 90 tấn, bằng với một con cá voi xanh trung bình[4].

Độ dài của một con cá voi xanh trưởng thành có thể là từ 23m đến 30,5m hoặc đến 35 m và nặng khoẳng 130 đến 150 tấn, con nặng nhất có thể lên tới 190.000 kg. Trọng lượng của cá voi xanh có thể tương đương với trọng lượng của 1.500 người đàn ông hoặc 24 con voi. Một con voi trưởng thành cũng chỉ tương đương với một con cá voi xanh mới sinh. Trái tim của cá voi xanh tương đương với một chiếc xe hơi dài hơn 1m và hơn 50 người có thể đứng vừa trên lưỡi của cá voi xanh. Dương vật của nó cũng lớn nhất trong tất cả các sinh vật sống và cũng giữ kỷ lục Guinness thế giới là có dương vật dài nhất.
- Các loài cá voi có thể cạnh tranh với cá voi xanh về kỷ lục lớn nhất chính là cá voi vây (Balaenoptera physalus) với kích cỡ đạt 27m chiều dài và nặng đến 109 tấn, và cá voi đầu cong (Balaena mysticetus) cùng loài Cá voi trơn Bắc Thái Bình Dương (Eubalaena japonica), cả hai loài này đều đo được chiều dài 21,2m và ước tính nặng 133 tấn[7] Ngoài ra, cá voi lưng gù (Megaptera Novaeangliae) cũng là loài có kích thước lớn với chiều dài đo được đạt 16 m (39–52 ft) và cân nặng lên đến 36 tấn (36,000 kg/79,000 lb).
- Loài cá nhà táng (Physeter macrocephalus) là loài cá voi có răng lớn nhất trong họ Odontoceti, những con cá voi đực thường có kích thước lên đến 18,2m-20,5 mét (67 ft) về chiều dài và nặng tối đa lên đến 50 tấn. Cá nhà táng là loài động vật có răng lớn nhất trên thế giới. Tính trung bình, con đực có thể dài từ 13-16m, và nặng từ 35-50 tấn. Bảo tàng cá voi Nantucket hiện vẫn còn giữ một xương hàm cá nhà táng dài tới 5,5 mét (18 ft) thuộc về con cá nhà táng dài 80 foot (24 m), kỷ lục được cho là dài 85 foot (26 m).
- Cá voi mõm khoằm Baird (Berardius bairdii) là loài lớn nhất trong họ cá voi mõm khoằm (Ziphiidae) với cân nặng lên đến 14 tấn và dài 13m[8].
- Cá voi sát thủ (Orcinus orca) hay còn gọi là cá hổ kình hay hải hổ, hổ biển là loài lớn nhất trong họ cá heo đại dương (Delphinidae) và cũng là loài động vật có vú ăn thịt hung dữ và thông minh nhất đại dương. Con cá hổ kình lớn nhất từng được ghi nhận đạt kỷ lục với thông số đo được lên đến 9,7m và nặng 10 tấn[9] Tính chung, con đực thông thường dài từ 6–8 m, nặng hơn 6 tấn (khoảng 5,9-6,5 tấn). Con cái thường dài 5–7 m, nặng khoảng 3-4 tấn[10], con cái lớn nhất là 8,5 m, nặng 7,5 tấn[11][12][12]. Chúng còn là loài thú biển di chuyển nhanh nhất với tốc độ có thể đạt 56 km/h.[13]
- Cá voi trắng hay còn gọi là cá voi Beluga (Delphinapterus leucas) là loài lớn nhất trong họ kỳ lân biển (Monodontidae), một con cá voi trưởng thành có chiều dài từ 3,5-5,5m, trong khi con cái đo được từ 3-4,1m. Chúng có cân nặng lên đến 1,6 tấn (1.600 kg/3,530 lb). Trong họ này còn có loài Kỳ lân biển (Monodon monoceros), con đực trưởng thành có thể nặng tới 1.600 kg (3.500 pound), và con cái nặng khoảng 1.000 kg (2.200 pound).
- Cá heo Dall (Phocoenoides dalli) là loài cá heo chuột lớn nhất trong họ cá heo chuột (Phocoenidae), chúng có chiều dài đo được khoảng 2,3m và cân nặng khoảng 220 kg[7]
- Cá heo sông Amazon là loài cá heo sông (nước ngọt) lớn nhất, chúng có chiều dài đo được từ 1,53m-2,4m phụ thuộc vào từng phân loài, con cái nhìn chung lớn hơn con đực. Con cá heo sông lớn nhất được ghi nhận đạt chiều dài 2,5m. Một con cá heo đực trưởng thành có cân nặng đo được lên đến 185 kilogram (408 lb).

### Chân màng

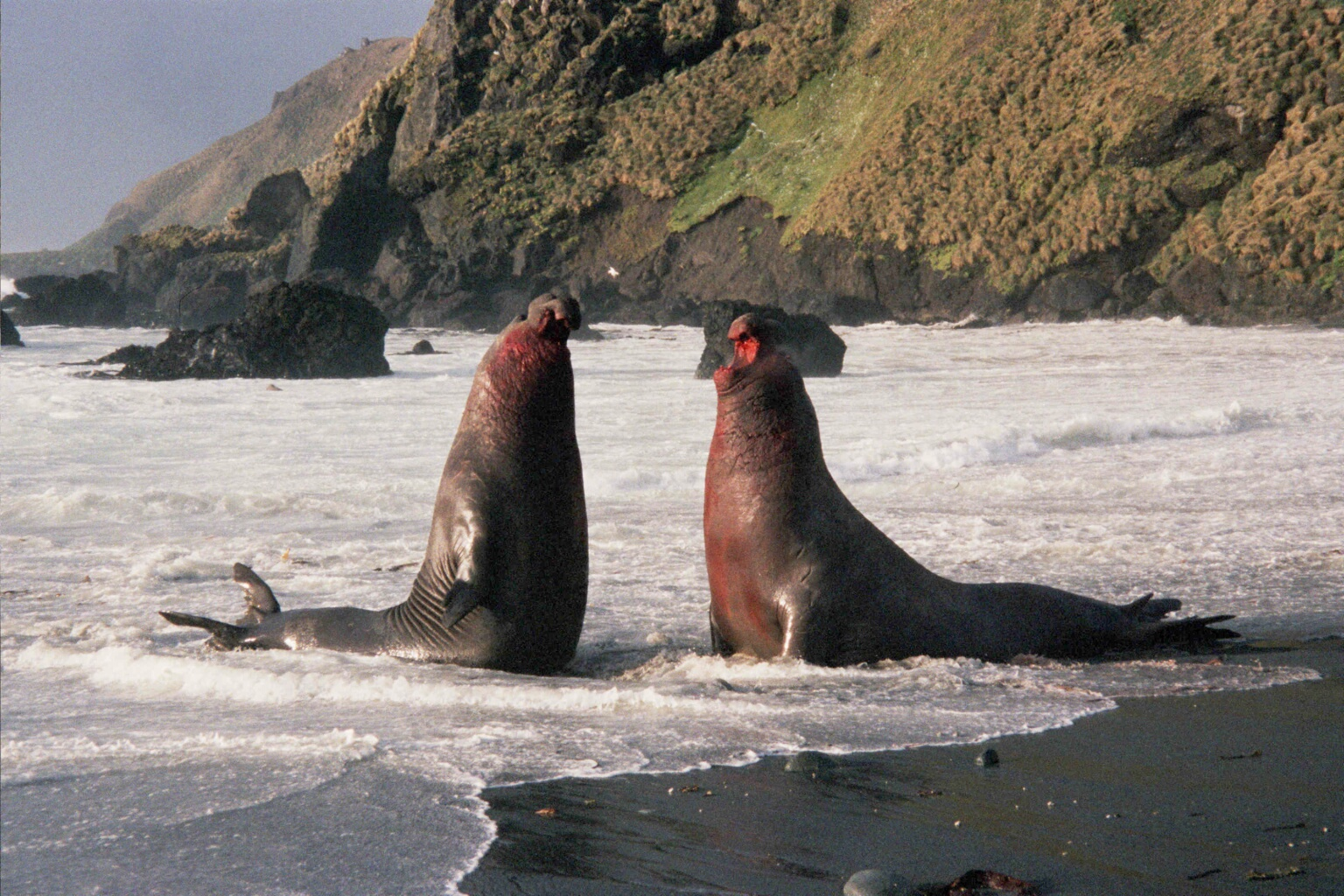
Một con hải tượng miền Nam

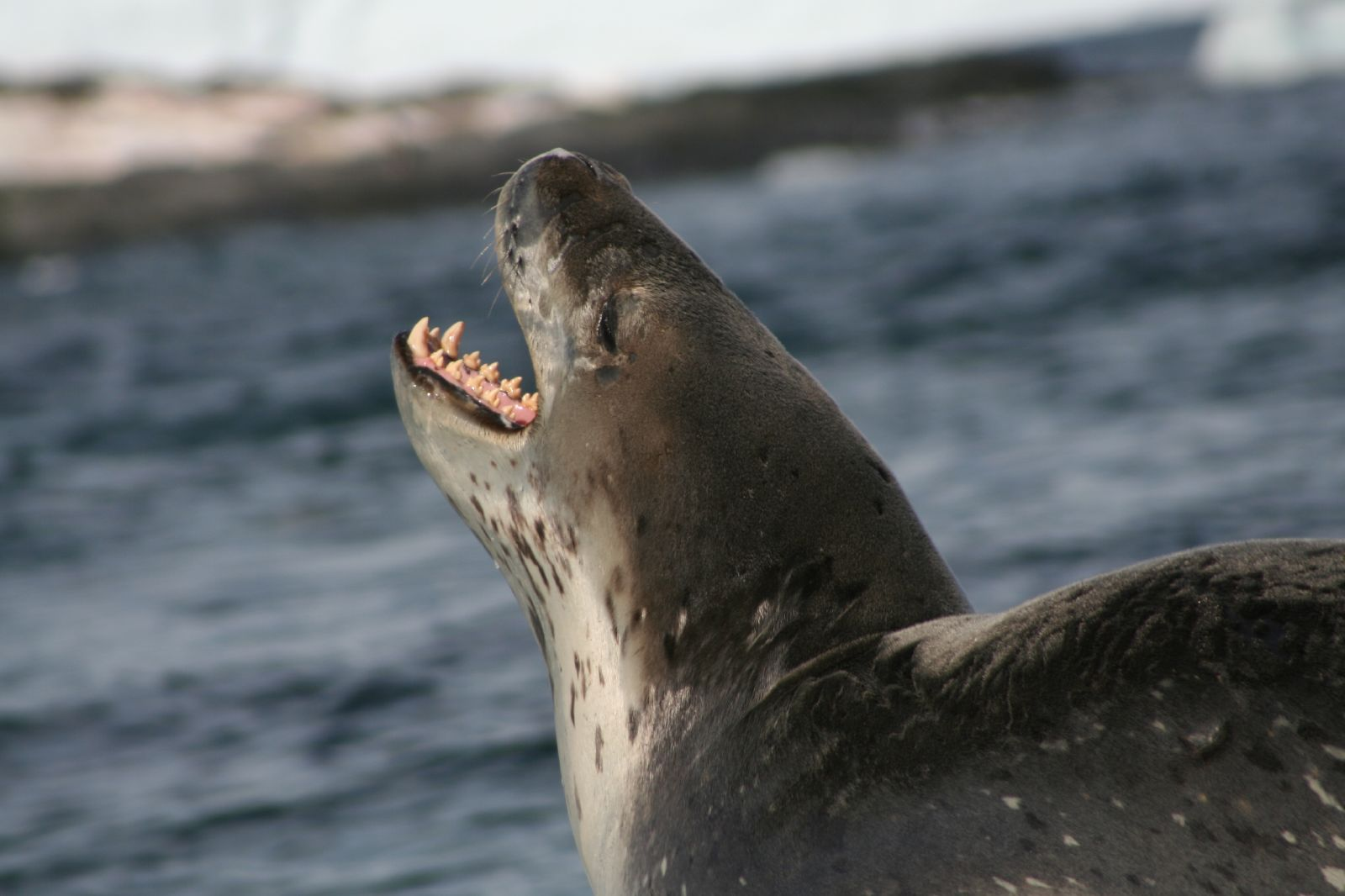
Hải cẩu báo là loài lớn nhất trong số các loài thú có tên gọi là "hải cẩu"

- Hải tượng phương nam (Mirounga leonina) là loài có chân màng lớn nhất và thành viên lớn nhất của bộ Carnivora còn tồn tại, cũng như là loài hải cẩu lớn nhất Nam Cực. Chúng có tên là hải tượng (voi biển) là do kích thước lớn của nó và vòi lớn của con trưởng thành được sử dụng để phát ra âm thanh ầm ầm cực kỳ lớn, đặc biệt là trong mùa giao phối. Các hải cẩu voi phương Nam là loài ăn thịt lớn nhất còn sống, với con đực thậm chí còn lớn hơn so với gấu Bắc Cực.

Các con đực điển hình cân nặng từ 2200–4000 kg (tức từ 2,2 tấn đến 4 tấn) và dài 4,2-5,8 m, những con đực thường nặng gấp 5-6 lần hơn so với con cái, con cái thường có cân nặng 400–900kg và dài 2,6–3 m. Một con cái trưởng thành có cân nặng trung bình 771 kg, trong khi một con đực trưởng thành có cân nặng trung bình khoảng 3,175 kg (từ gần 3,2 tấn). Một cá thể đực lớn được ghi nhận có kích thước kỷ lục, bị bắn tại vịnh Possession, Nam Georgia có chiều dài 6,85 m và ước tính nặng 5.000 kg (khoảng 5 tấn).
- Hải tượng phương bắc hay voi biển phương bắc (Mirounga angustirostris), con đực có thể dài trên 4 m và nặng chừng 2.300 kg (khoảng 2,3 tấn), trong khi những con cái phát triển đến 3 m và cân nặng 640 kg. Một số con đực có thể nặng tới gần 3,7 tấn, khoảng 3.700 kg (8,152 lbs).[21] Con cái nhỏ hơn nhiều và có trọng lượng 400 đến 900 kg, hay bằng một phần ba của con đực, dài từ 2,5 đến 3,6 m.[22]. Cả hai loài hải tượng phương nam và phương bắc đều nằm trong chi Hải tượng (Mirounga).
- Loài Moóc (còn được biến đến với cái tên như hải mã, hải tượng, voi biển, walrus, là loài duy nhất còn tồn tại trong Họ Moóc (Odobenidae) và trong chi Odobenus. Con đực trưởng thành có thể nặng hơn 1,7 tấn (1.700 kg)[23]. Những con hãi mã ở Thái Bình Dương có thể nặng đến 2 tấn (2,000 kg/4,400 lb), và phần lớn nặng từ 800-1.700 kg (1,800-3,700 lb). Một con hải mã nặng kỷ lục được ghi nhận lên đến 2,3 tấn (2.300 kg/5,000 lb)[24]. Chỉ có hai loài hải tượng (voi biển) là có thể vượt qua chúng về kích cỡ.
- Sư tử biển Steller (Eumetopias jubatus) là loài sư tử biến lớn nhất trong phân họ Sư tử biển (Otariinae) và cũng là loài lớn nhất trong họ Otariidae hiện còn tồn tại. Trong số những loài động vật có chân màng sinh sống ở biển, loài này chỉ thua kém về kích thước và trọng lương trước hải mã (Moóc) và voi biển (hải tượng). Những con đực từ 450 kg đến 1.120 kg (tức khoảng hơn 1,1 tấn)[25][26][27]. Con cái có chiều dài trung bình khoảng 2,3-2,9m, trung bình 2,5 m, cân nặng từ 240–350 kg, trung bình nặng khoảng 263 kg[28][29]
- Hải cẩu báo hay còn gọi là báo biển (Hydrurga leptonyx) là loài hải cẩu lớn thứ nhì ở Nam Cực (sau hải tượng phương nam). Chiều dài tổng thể loài hải cẩu này là 2,4-3,5 m và cân nặng từ 200–600 kg, con cái có lớn hơn một chút so với cá đực[30]. Cơ thể chúng cũng dài như loài moóc phương bắc, nhưng trọng lượng thường ít hơn một nửa.[31][32], chúng là loài có tên gọi là "hải cẩu" (không tai) lớn nhất.
- Hải cẩu lông nâu hay hải cẩu Nam Phi (Arctocephalus pusillus) là loài hải cẩu có lông lớn nhất và mạnh mẽ nhất trong phân họ Arctocephalinae (hải cẩu lông mao). Những phân loài ở Nam Phi lớn hơn phân loài ở Úc, con đực ở Nam Phi dài 2,3m và nặng trung bình từ 200–300 kg[33], con cái nhỏ hơn con đực, trung bình dài khoảng 1,8m và nặng khoảng 120 kg[34] trong khi đó, những con đực ở Úc dài khoảng 2-2,2m và nặng từ 190–280 kg[35], con cái dài 1,2-1,8m và nặng từ 36–110 kg[34]. Xếp sau loài hải cẩu lông nâu là loài Hải cẩu lông mao bắc Thái Bình Dương (Callorhinus ursinus) với con đực có thể dài 2,1 m và nặng đến 270 kg, con cái có thể dài 1,5m và nặng khoảng 50 kg hoặc hơn. Đây là loài lớn nhất trong phân họ hải cẩu (Arctocephalinae) ở Bán Cầu Bắc.

### Bộ bò biển
- Lợn biển Tây Ấn Độ (Trichechus manatus) là loài lớn nhất trong Bộ bò biển (Sirenia) gồm các loài bò biển (cá nược) và lởn. Các con lợn biển Tây Ấn lớn nhất trong phân loài ở Florida. Kích thước ghi nhận được tối đa của loài này là 1,65 tấn (1,655 kg), với chiều dài đạt 4,6m[36].
- Bò biển Steller đã bị tuyệt chủng (Hydrodamalis gigas) là thành viên lớn nhất từng tồn tại của bộ Bò biển, chúng được ghi nhận kích thước lên đến 7,9m và cân nặng đến 11 tấn [37]. Chúng là một thành viên của họ bò biển.

## Họ nhà voi

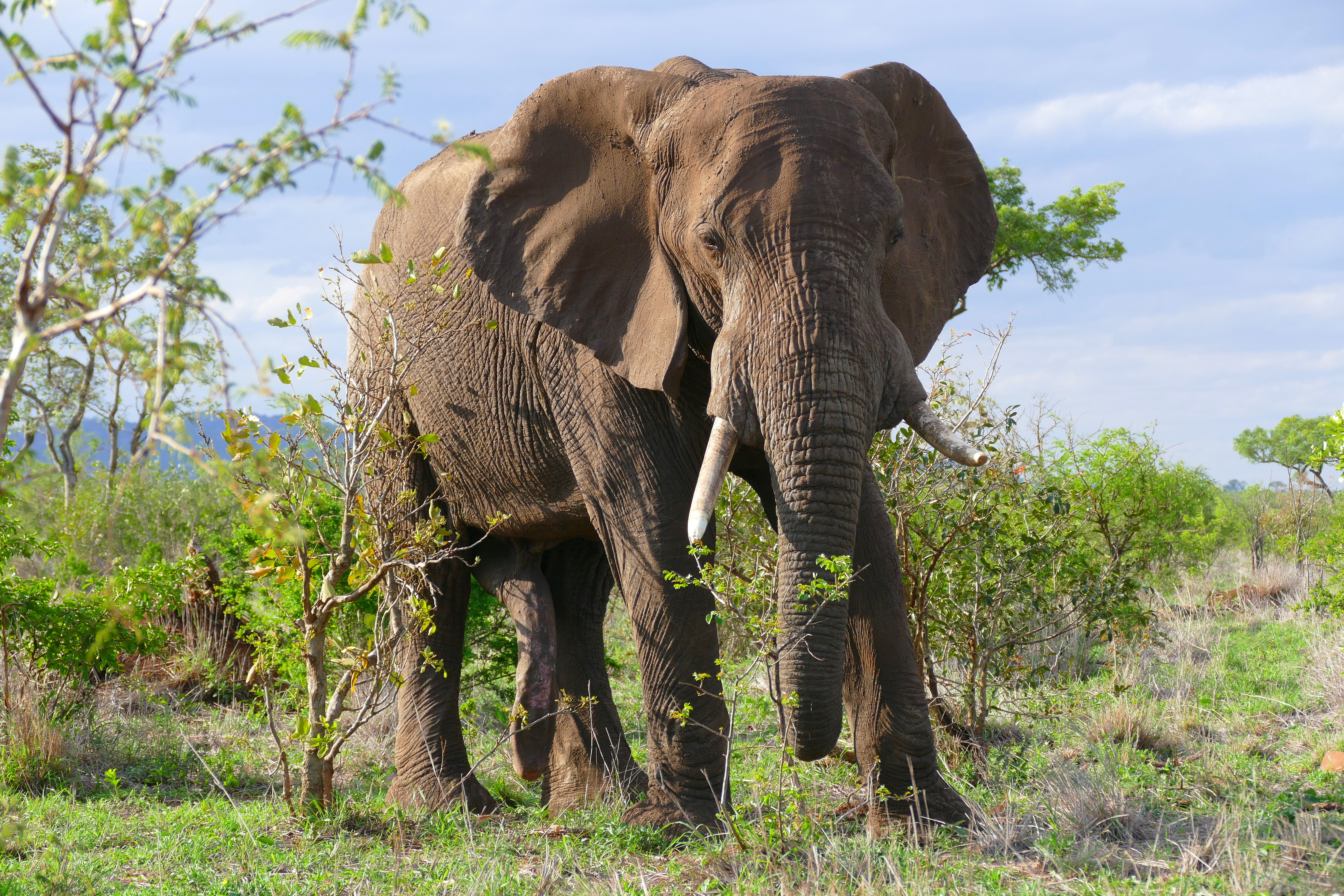
Voi châu Phi là loài thú trên cạn lớn nhất

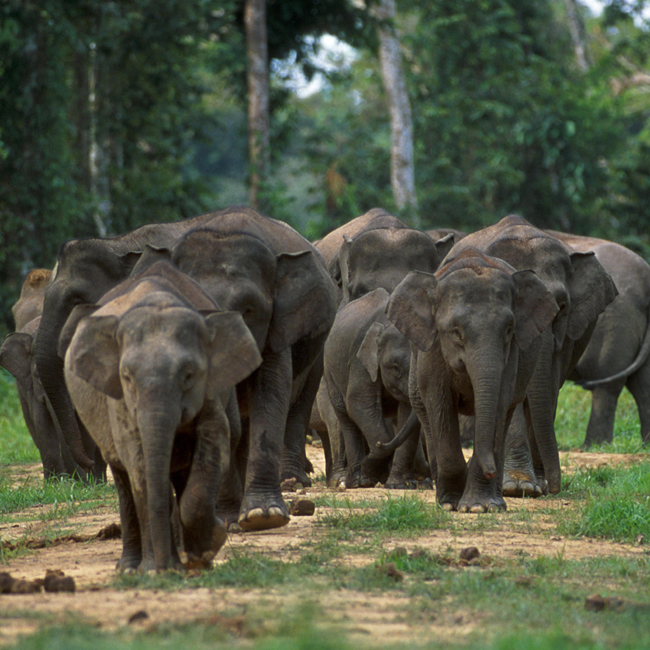
Voi lùn Borneo là phân loài voi nhỏ nhất thế giới, nhưng dù sao chúng cũng là một trong những gã khổng lồ trong thế giới động vật

- Voi đồng cỏ châu Phi là loài thú trên cạn lớn nhất hành tinh, với cân nặng kỷ lục được ghi nhận là 10,4 tấn, tức là gần gấp đôi một con voi châu Á, chúng là thành viên lớn nhất còn tồn tại của bộ Voi (Proboscidea). Một con voi trưởng thành có thể cao tới 4m và dài tới 6m. Nó cũng là động vật cao thứ hai trong số các động vật trên cạn với 4 m chiều dài cả vòi (hươu cao cổ dẫn đầu với chiều cao 6m). Cân nặng trung bình của một con voi trưởng thành lên tới 7–8 tấn, tương đương cân nặng của 165 người đàn ông.
- Các loài voi châu Á nhỏ hơn loài voi châu Phi, voi châu Á có kích thước chiều cao từ 2 đến 4 mét (7–12 ft) và cân nặng khoảng từ 3 đến 5 tấn (3.000-5.000 kg/6.500-11.000 pound), tai voi châu Á nhỏ hơn. Trong đó, phân loài voi Ấn Độ có chiều cao đến vai từ 2-3,5 m (6.6-11.5 ft), cân nặng khoảng từ 2 đến 5 tấn (2,000-5,000 kg/4,400-11,000 lb). Phân loài voi Sri Lanka nhỉnh hơn, chúng cao từ 2 đến 3,5 m (6.6-11.5 ft), nặng từ 2 đến 5,5 tấn (2,000-5,500 kg/4,400 and 12,100 lb).
- Voi Sumatra (Elephas maximus sumatranus) là một phân loài của lài voi châu Á chỉ tìm thấy ở đảo Sumatra thuộc Indonesia. Chúng là phân loài nhỏ thứ hai, chỉ cao từ 1,7 đến 2,6 mét tính từ vai và nặng từ 2 đến 4 tấn (2,000-4,000 kg/4,400-8,800 lb). Đôi khi chúng được gọi là voi bỏ túi vì kích thước nhỏ của chúng. Con voi cái nhỏ hơn con đực và không có ngà. Voi Borneo (Elephas maximus borneensis) hay còn gọi là Voi lùn Borneo là phân loài voi nhỏ nhất trong số các họ hàng nhà voi. Voi lùn trưởng thành chỉ cao 2,4 mét (lùn hơn loài voi châu Á khoảng từ 30–60 cm), nhưng chúng trong có vẻ mập mạp hơn.
- Mặc dù các đối thủ khác nhau giành được danh hiệu loài có kích thước lớn nhất từ trước đến nay, bao gồm cả voi ma mút thảo nguyên (M. trogontherii) của châu Á và loài voi khổng lồ Elephas recki của châu Phi (mỗi loài này có thể đạt tới chiều cao vai 4,5m và nặng 14,3 tấn, lớn nhất là Palaeoloxodon namadicus. Ước tính gần đây cho thấy những cá thể lớn nhất có độ cao vai 5,2m và cân nặng khoảng 22 tấn. Điều này sẽ làm cho nó trở thành loài động vật có vú lớn nhất từng được biết đến, thậm chí còn vượt qua Paraceratherium/Indricotherium.
- Deinotherium "thraceiensis" với chiều cao 4m và cân nặng 13,2 tấn khi so sánh với những loài thuộc bộ voi về kích thước là thành viên lớn nhất trong họ Deinotheriidae. Trong thời gian biến động địa cầu nó đã thay đổi rất ít. Trong cuộc sống, thì có lẽ nó giống như con voi hiện đại, ngoại trừ thân của nó là ngắn hơn, và nó có răng nanh cong xuống gắn vào hàm dưới.

## Thú móng guốc

### Bộ guốc lẻ

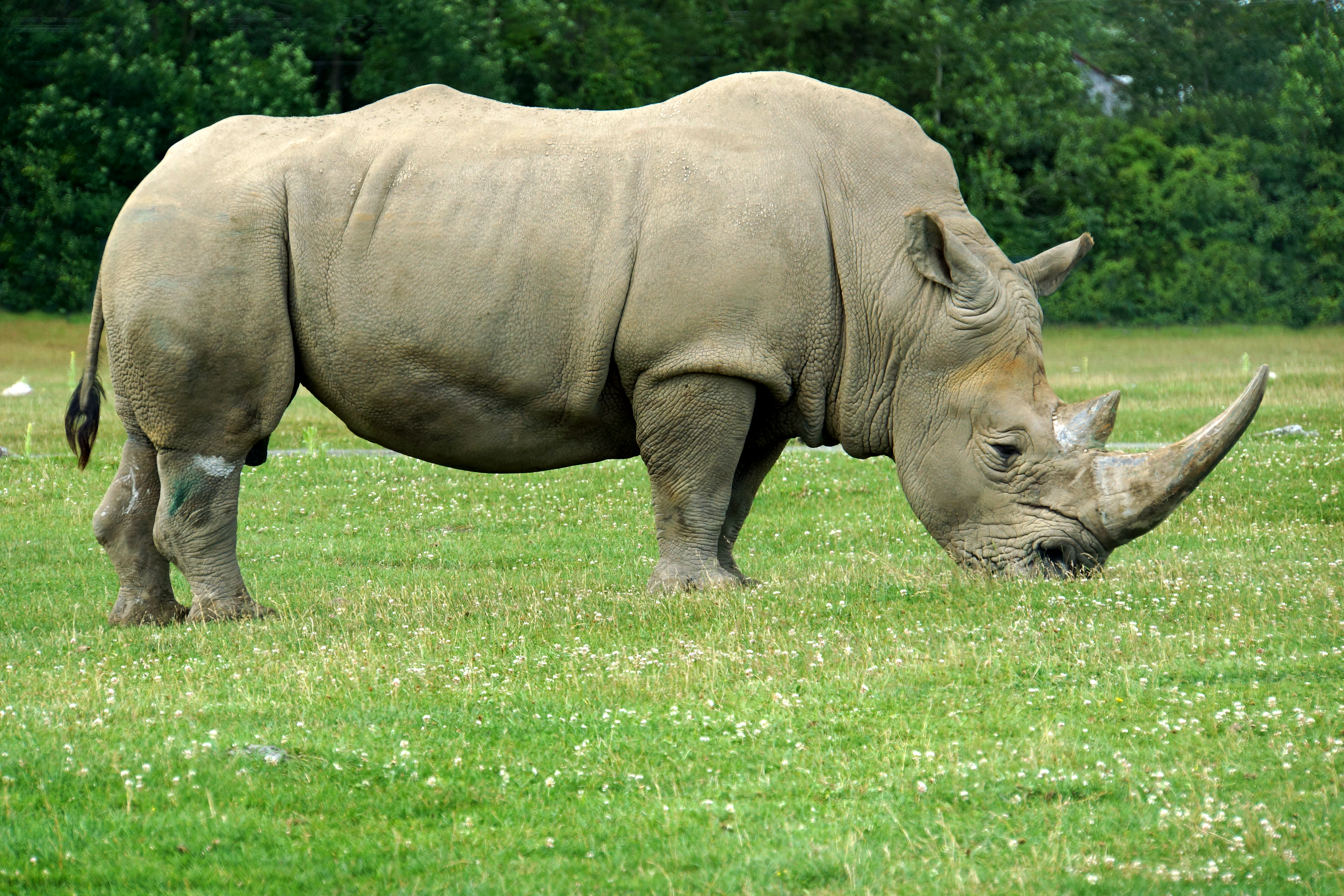
Tê giác trắng là loài thú guốc lẻ lớn nhất

- Tê giác trắng (Ceratotherium simum) là loài thú có kích thước lớn nhất trong các loài thú thuộc bộ guốc lẻ (Perissodactyla) còn tồn tại. Kích thước lớn nhất của loài này được ghi nhận đạt đến 4,5 tấn (4,500 kg/9,900 lb), chúng còn có chiều dài đạt đến 4,7m và chiều cao đạt đến 1,85m tính đến vai[38] Các loài tê giác có kích thước ngang ngữa là tê giác Ấn Độ (Rhinoceros unicornis) với cân nặng có thể đạt đến 4 tấn (4,000 kg/8,800 lb)[39].

Ngoài ra, các loài tê giác nói chung là có kích thước rất lớn. Tê giác đen (Diceros bicornis) trưởng thành cao khoảng 1,5 mét (5 ft) tính từ vai và dài khoảng 3-3,65 mét (10–12 ft). Tê giác trưởng thành cân nặng khoảng 450 đến 1.360 kg (1.000-3.000 lb), tức hơn 1,3 tấn, với con cái nhỏ và nhẹ hơn, sừng trêu đầu với sừng phía trước lớn hơn và cao tới 71 cm (28 inch). Tê giác Java hay tê giác Sunda, còn được gọi tê giác một sừng (Rhinoceros sondaicus) chúng chỉ dài có 3,1–3,2 m (10–10,5 ft) và cao 1,4–1,7 m (4,6–5,8 ft), chúng có cân nặng khác nhau, dao động từ 900 đến 2.300 kg, nhỏ hơn tê giác Ấn Độ và gần tương đương với kích cỡ loài tê giác đen.
- Ngựa vằn Grevy (Equus grevyi là loài lớn nhất trong họ hàng nhà ngựa Equidae còn tồn tại, với cân nặng lên đến 450 kg và chiều cao đến vai đạt 1,6m, chiều dài đạt 3,8m[40]. Loài ngựa hoang (E. ferus) trước đây đã tuyệt chủng cũng là loài có kích thước lớn, ngay nay, hậu duệ của chúng là ngựa nhà qua công tác chọn giống và chăm sóc tốt, chế độ dinh dưỡng cao đã tạo nên những giống ngựa có tầm vóc rất lớn, nhất là những dòng ngựa kéo, có những cá thể ngựa nhà có cân nặng đạt đến hơn 1,5 tấn (1,524g) với chiều cao lên đến 2,2m, như vậy là lớn hơn nhiều lần so với các loài ngựa hoag dã trong tự nhiên[41].
- Lợn vòi hay lợn vòi Mã Lai (Tapirus indicus) là loài lớn nhất trong họ hàng nhà lợn vòi Tapiridae, kích thước cực đại của chúng đạt 2,5m về chiều dài, 1,8m về chiều cao và nặng khoảng 540 kg[42].
- Một loài thú tiền sử thuộc chi tế giác không sừng (Paraceratherium hay Indricotherium) nay đã tuyệt chủng được cho là loài thú lớn thứ hai trên mặt đất từng tồn tại trong lịch sử, loài lớn nhất được biến đến là Paraceratherium orgosensis được tin là có chiều cao lên đến 5,5m, chiều dài đạt 9m và có thể nặng lên đến 20 tấn[43].

### Bộ Guốc chẵn

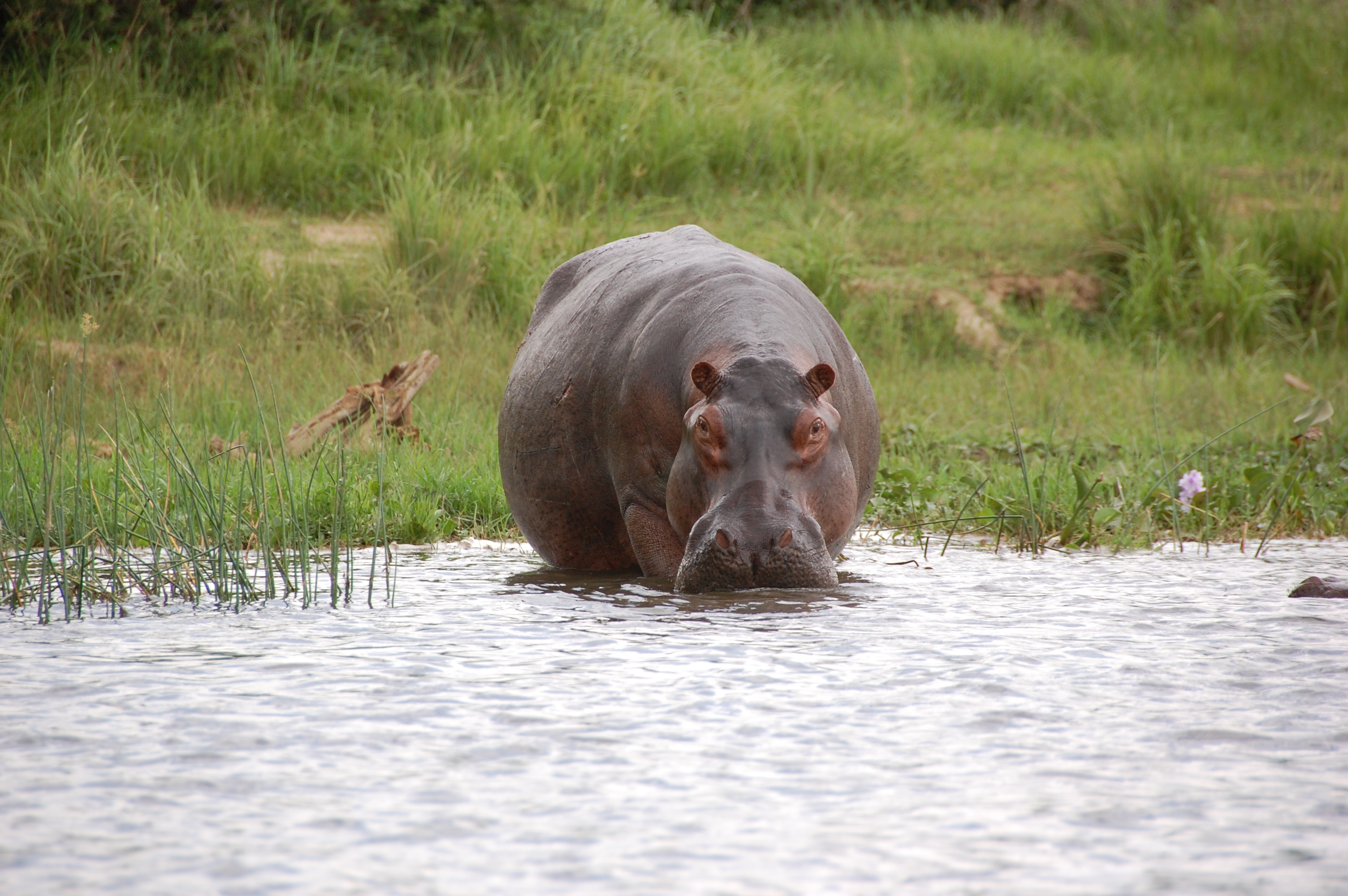
Hà mã là loài thú guốc chẵn nặng nhất

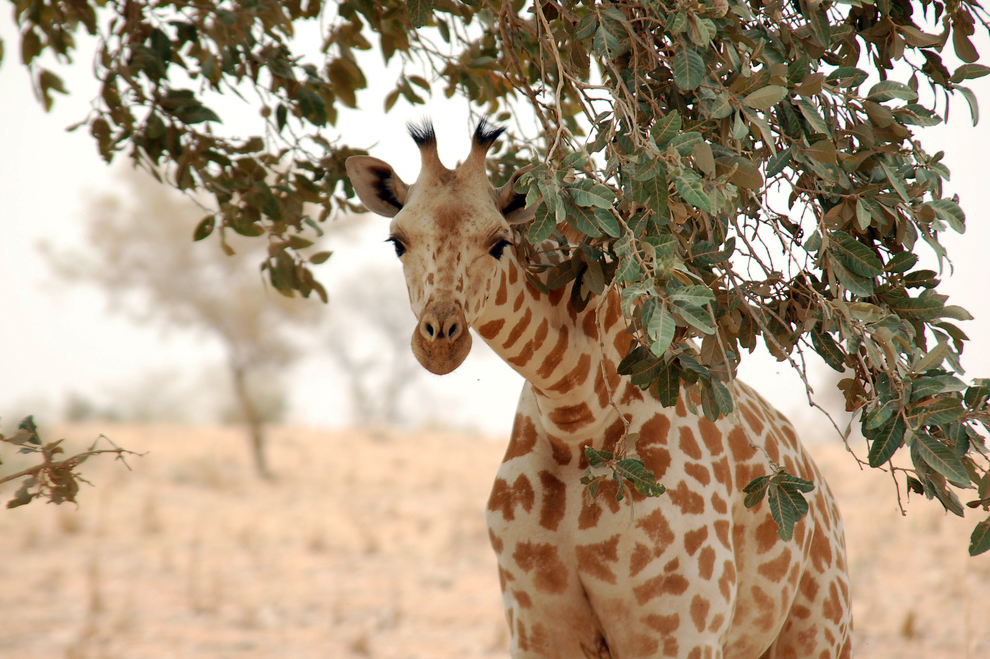
Hươu cao cổ là loài thú cao nhất trên trái đất

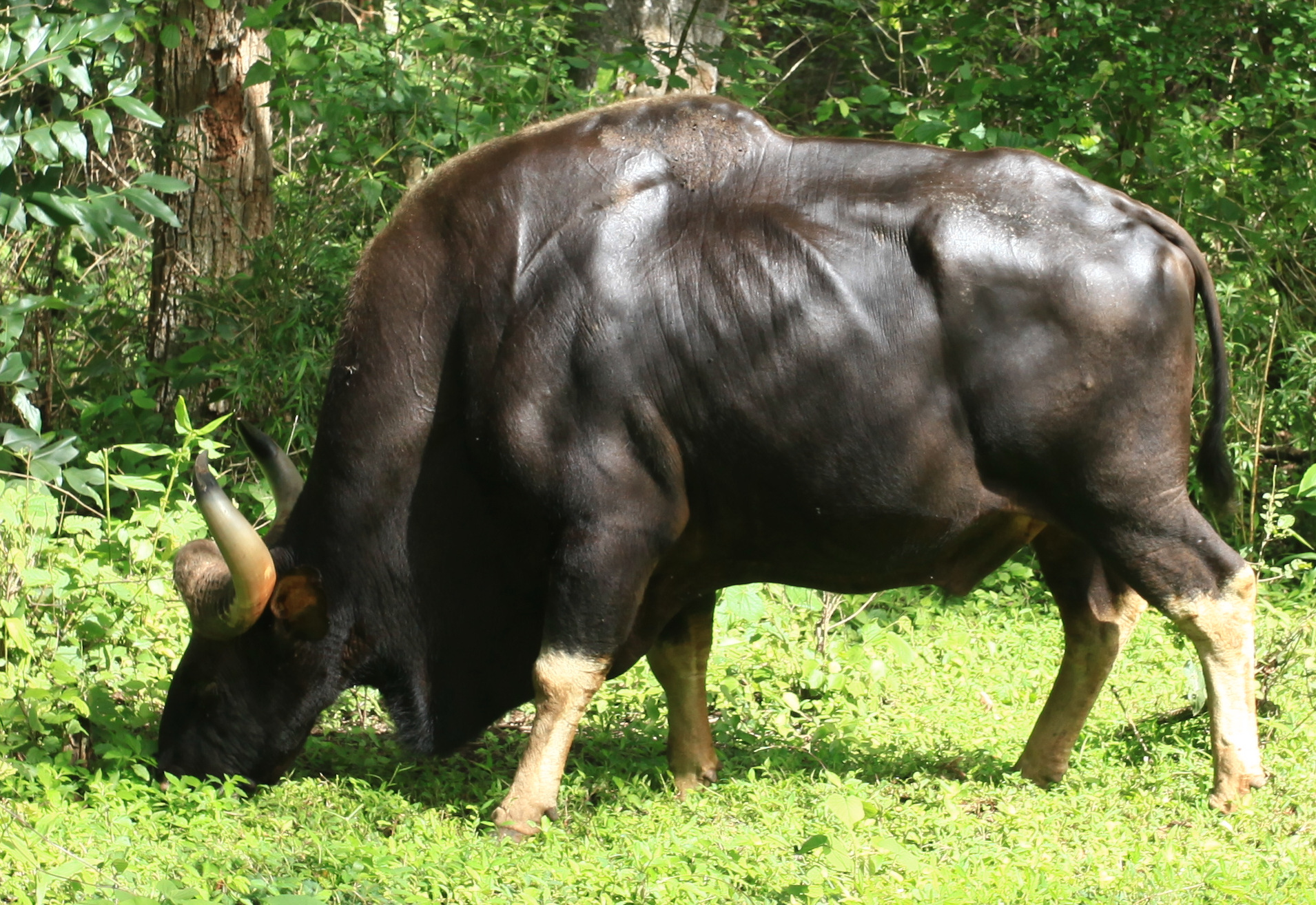
Bò tót là loài thú to lớn nhất trong họ trâu bò

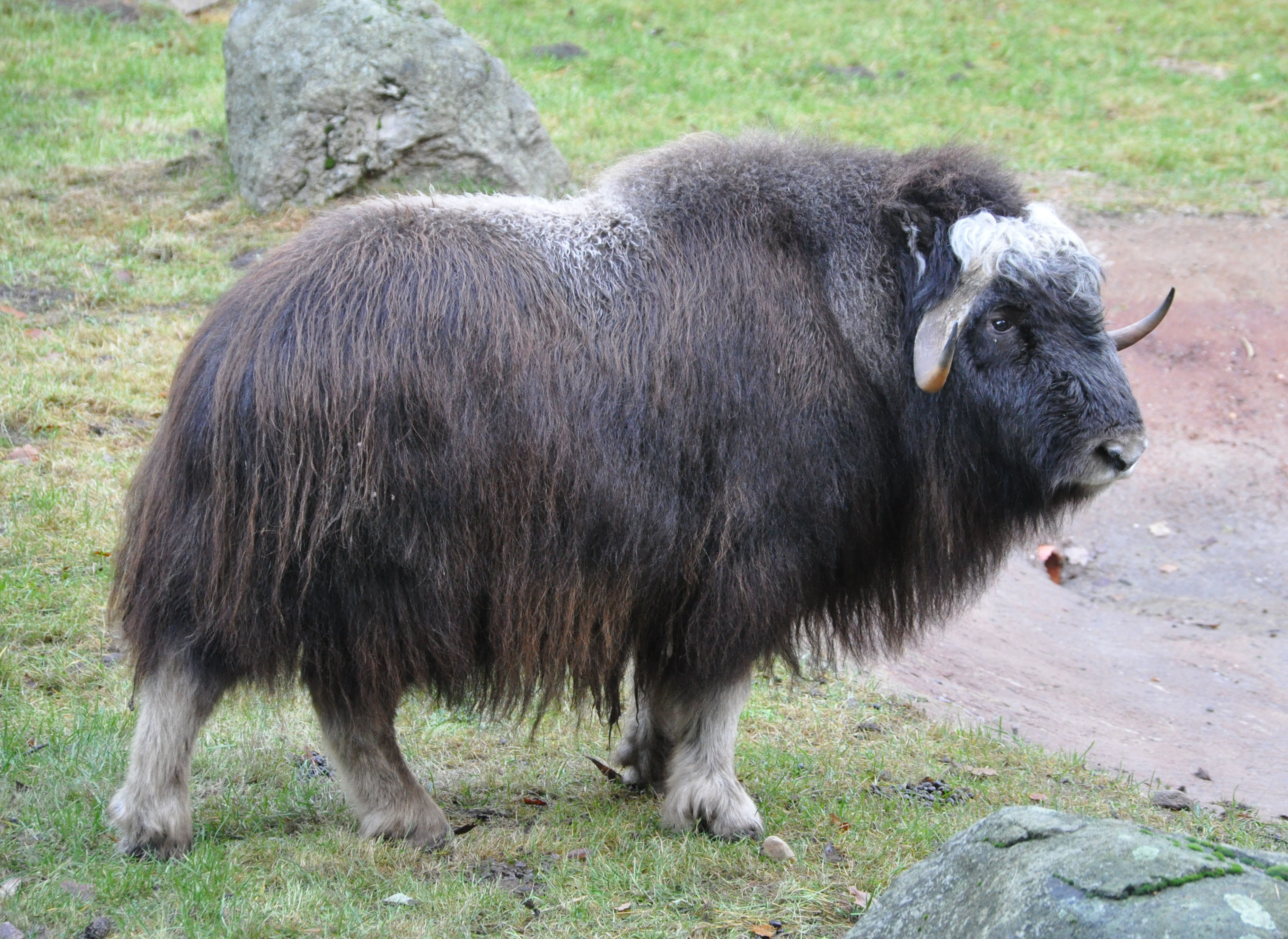
Bò xạ là loài thú lớn nhất trong phân họ dê cùu

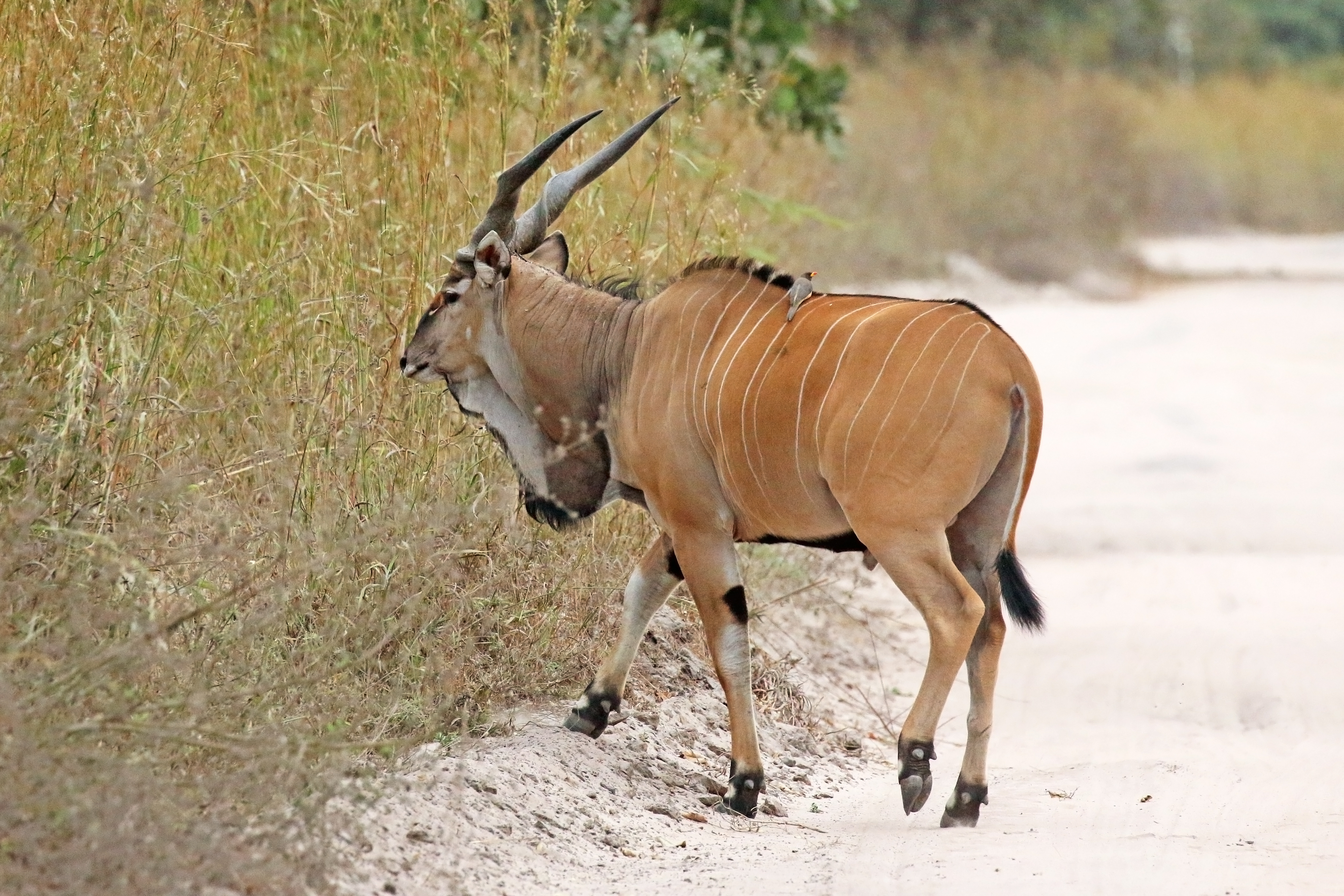
Linh dương Eland lớn là loài linh dương lớn nhất

- Hà mã (Hippopotamus amphibius) sống ở châu Phi là loài thú lớn nhất trong bộ guốc chẵn (Artiodactyla), chúng có thể nặng lên đến 4,5 tấn (tức 4.500 kg-9,900 lb) và dài khoảng 4,8 m, cao đến 1,66 m[44]. Chúng là loài động vật trên cạn lớn thứ ba châu Phi sau voi châu Phi và tê giác trắng.
- Hươu cao cổ (Giraffa camelopardalis) là loài động vật cao nhất trên thế giới còn tồn tại, chiều cao của chúng lên đến 5,8 m (19 ft) tính đến đỉnh đầu. Tương ứng vớ chiều cao đó, cân nặng của hươu cao cổ cũng đạt 2 tấn (2.000 kg/4,400 lb), chỉ sau hà mã[45] Hươu cao cổ là động vật móng guốc có vú ở châu Phi và là động vật sống trên cạn cao nhất trên thế giới.

Trung bình khi nó đứng cao 5–6 m và có cân nặng trung bình 1.600 kg đối với con đực và 830 kg đối với con cái. Hươu cao cổ có một chiếc cổ cực kỳ dài, có thể hơn 2 m, chiếm gần một nửa chiều cao của con vật, tổng cộng, con hươu với cái cổ dài nhất cũng chỉ được 6 m. Cổ dài là kết quả của sự không cân đối các đốt sống cổ, chứ không phải từ việc bổ sung thêm các đốt sống.
- Bò tót (Bos gaurus) - với phân loài bò tót Đông Dương) là loài thú lớn nhất trong số các loài thuộc họ Trâu bò (Bovidae) còn tồn tại hiện nay. Những con bò tót đực có thể nặng đến 1,5 tấn (1.500 kg/3.300 lb), chiều dài đạt 4,5m và chiều cao khi đứng đạt 2,2m tính đến vai[46][47]. Chúng là loài động vật trên cạn lớn thứ ba ở châu Á sau voi châu Á và tê giác Ấn Độ. Bò tót hoang Ấn Độ có chiều cao 3 m, là loài bò tót lớn nhất thế giới.

Trong số các loài động vật ăn cỏ cỡ lớn, chỉ có voi, tê giác và hươu cao cổ là có thể so sánh được với loài bò này về chiều cao hay cân nặng. Bò tót thường băng qua những cánh rừng và đồng cỏ Ấn Độ, đôi khi tấn công cả vườn tược.  Tuy hiền lành hơn trâu rừng châu Phi nhưng với cân nặng lên tới 1,6 tấn, chúng có khả năng gây chết người. Do nạn săn bắn trái phép và phá hủy môi trường, bò tót hoang Ấn Độ cũng đang nằm trong danh sách bị đe dọa tuyệt chủng.
- Trâu rừng châu Á (Bubalus arnee) là loài thú lớn, chúng nặng hơn trâu nhà, một con trâu rừng châu Á nặng từ 700 kg-1.200 kg (tức 1,2 tấn), chiều dài của chúng đạt 240–300 cm, với cái đuôi dài từ 60–100 cm, chiều cao vai đaịt 150–190 cm (tức 1,9m), cả hai giới đều có sừng dài, chiều dài sừng đo được đạt 150–190 cm[48]
- Bò rừng châu Mỹ (Bison bison) ở Bắc Mỹ là loài thú trên cạn lớn nhất ở châu Mỹ, chúng có thể nặng từ 318 kg-1.000 kg (tức 1 tấn), chiều dài cơ thể từ 2-3,5m, duôi dài 30–91 cm, chiều cao vai từ 1,52m-1,86m[49][50]. Một số cá thể bò đực trong tự nhiên nặng nhất được ghi nhận có cân nặng 1.270 kg[51]. Trong điều kiện nuôi nhốt lấy thịt, được cho ăn đầy đủ, chúng có thể cân nặng đến 1.724 kg (hơn 1,7 tấn).
- Trâu rừng châu Phi (Syncerus caffer) cũng là loài có kích thước lớn, chúng là loài thú trên cạn lớn thứ 5 ở châu Phi (Big five). Trâu rừng ở đồng cỏ nặng 500 đến 900 kg (1.100 đến 2.000 lb), con đực thường lớn hơn con cái, chiều cao bờ vai khoảng từ 1 đến 1,7 m (3,3 đến 5,6 ft) và chiều dài từ đầu đến hết thân khoảng từ 1,7 đến 3,4 m (5,6 đến 11,2 ft). Trâu rừng rậm châu Phi có khối lượng khoảng 250 đến 450 kg (600 đến 1.000 lb), chỉ bằng một nửa kích thước của trâu đồng cỏ châu Phi.
- Bò Tây Tạng (Bos grunniens) hoang dã cao khoảng 2–2,2 m (tính tới vai), bò cái cao khoảng 1,6 m, còn bò thuần hóa cao khoảng 1,6–1,8 m. Bò hoang Tây Tạng (drong) có thể cân nặng tới 1,2 tấn (1.200 kg/2.520 lb) và có chiều dài đầu và thân khoảng 3–3,4 m. Chúng là loài thú lớn nhất sống trong địa hình cao so với mặt nước biển.
- Bò nhà (Bos primigenius taurus) thông thường có cân nặng và kích thước trung bình nhỏ hơn các loài thuộc họ trâu bò hoang dã, nhưng qua công tác chọn giống và chăn nuôi bò, có những giống bò và cá thể bò nhà có thể đạt kích thước rất lớn với cá thể kỷ lục đạt đến hơn 2 tấn (2.140) đã được ghi nhận[52].
- Bò xạ (Ovibos moschatus) là loài lớn nhất trong phân họ dê cừu Caprinae, chúng có chiều cao từ 1,1-1,5 m (4–5 ft), dài 1,35-2,0 m (4,4-6,6 ft) đối với con cái và 2,0 đến 2,5 m (6.6-8.2 ft) đối với con đực. Chúng có cái đuôi ngắn (chỉ khoảng 10 cm) ẩn dưới lớp lông dày. Cân nặng của một con bò xạ hương trưởng thành khoảng từ 180–410 kg (400-900 lb), có một số con bò xạ hương ở vườn thú có thể nặng thới 650 kg (1.400 lb). Chúng là loài thú trên cạn lớn nhất ở Bắc Cực. Trong phân họ dê cừu, xếp sau bò xạ là loài trâu rừng Tây Tạng (Takin) với chiều dài có thể lên tới 64 cm (25 in), cân nặng 300–350 kg (660–770 lb) của con đực và 250–300 kg (550–660 lb) ở con cái.
- Linh dương Eland lớn (Taurotragus derbianus) là động vật lớn nhất trong các loài linh dương[53][54][55][56], chúng có thể nặng từ 400g-1.000 kg (khoảng 1 tấn), chiều dài cơ thể khoảng từ 220–290 cm, chiều cao vai đạt 130–180 cm[57].
- Linh dương bò lam (Nilgai) cũng là loài linh dương lớn ở châu Á, chúng cao 1,1 đến 1,5 m (3 ft 7 in đến 4 ft 11 in) tới vai và chiều dài cơ thể tính cả thân và đầu 1,7 đến 2,1 m (5 ft 7 in đến 6 ft 11 in), với một cái đuôi dài 45- tới 50-cm (18 tới 20 in). Con đực lớn hơn con cái, nặng 109 đến 288 kg (240 đến 635 lb), tối đa 308 kg (679 lb), so với con cái trưởng thành khoảng 100 đến 213 kg (220 đến 470 lb)
- Lợn rừng lớn (Hylochoerus meinertzhageni) được cho là loài lớn nhất trong họ nhà lợn trong tự nhiên, với cân nặng xác định được khoảng 275 kg, chiều dài 2,55m, chiều cao đạt 1,1 m tính đến vai[58]. Tuy nhiên, những con lợn rừng (lợn rừng châu Âu) trong lịch sử đã có báo cáo đạt chiều dài đến 320 kg, nhất là những con lợn rừng Mãn Châu (Sus scrofa ussuricus). Những con lợn nhà (S. s. domesticus) do quá trình chọn giống và chăm sóc tốt, nuôi vỗ béo tăng trọng bằng thức ăn tăng trưởng đã tạo ra những giống lợn cao sản và có cá thể có thể đạt kích thước đến 1.157 kg (tức là hơn 1 tấn)[59].
- Nai sừng tấm (Alces alces) là loài thú lớn nhất còn sống trong họ hươu nai Cervidae, những con nai sừng tấm ở Alaska có thể nặng đến 820 kg với chiến cao tổng đạt 3,5m, chiều cao vai đạt 2,4m[19] Trước đây từng có loài Nai sừng tấm Ireland (Megaloceros giganteus) và nai sừng tấm đực (Cervalces scotti) có cân nặng tương tự với loài nai sừng tấm hiện nay[60]. Ngoài ra, họ hươu nai còn các loài hươu đỏ, nai sừng xám, nai Sambar (nai đen) cũng là những loài hươu nai có tầm vóc lớn.
- Lạc đà hai bướu (Camelus bactrianus) là loài lớn nhất trong họ lạc đà (Camelidae), tương tự đó là những con lạc đà một bướu (Camelus dromedarius) nhất là những con lạc đà hoang ở Úc, cả hai loài lạc đà này có thể nặng đạt đến 1 tấn (1.000 kg) và dài đến 4m, chiều cao đạt 3,45 m[61][62][63]. Chúng là loài thú lớn thứ hai trong số các loài động vật sống trên sa mạc, sau voi sa mạc.

## Thú móng vuốt

### Dạng chó

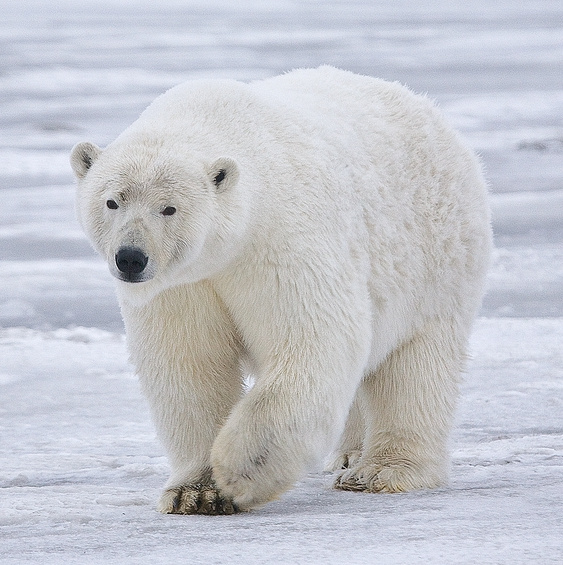
Một con gấu trắng Bắc Cực, chúng là loài thú ăn thịt trên cạn lớn nhất

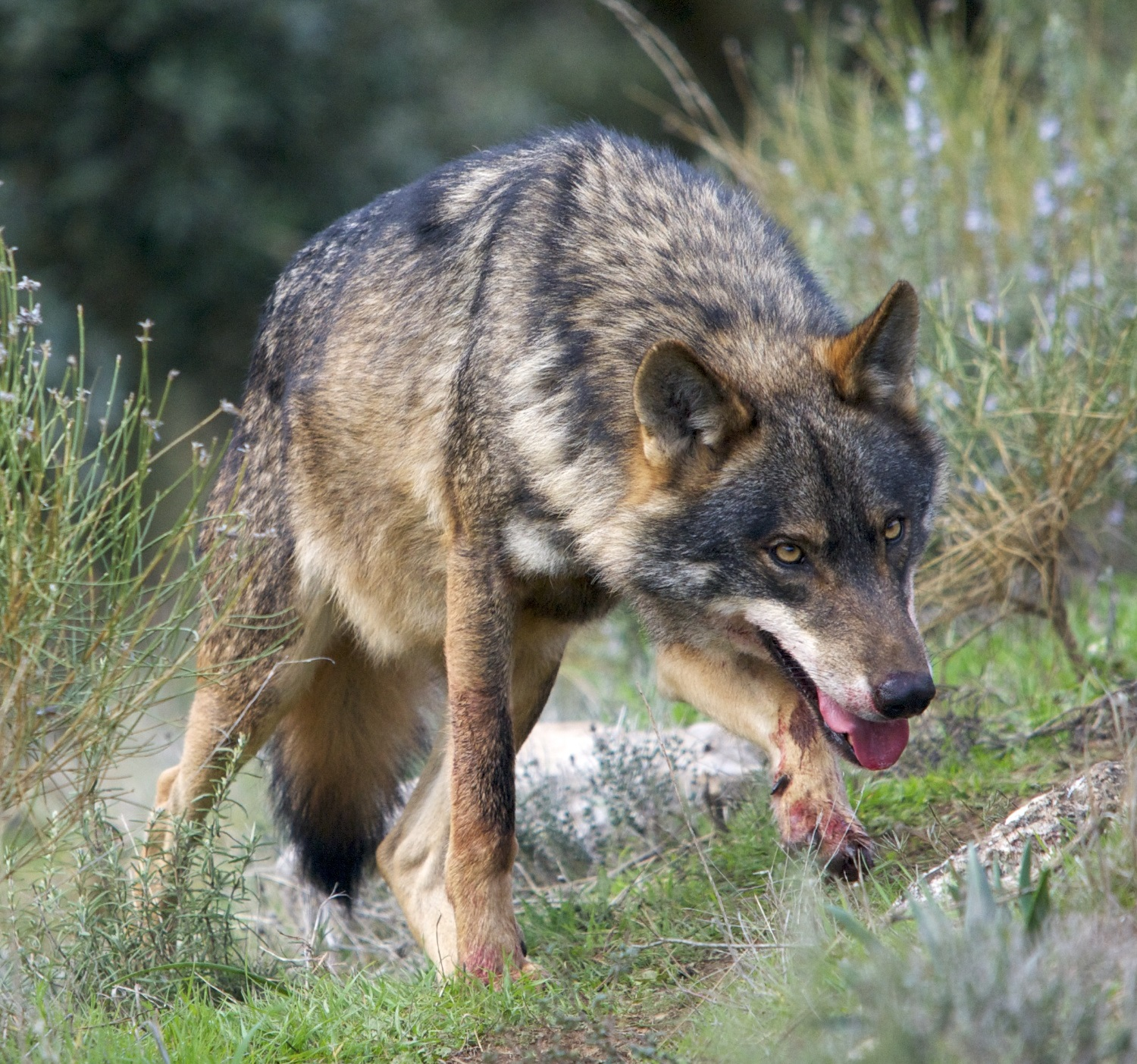
Một con sói xám, chúng là loài chó lớn nhất (không tính một số cá thể chó nhà)

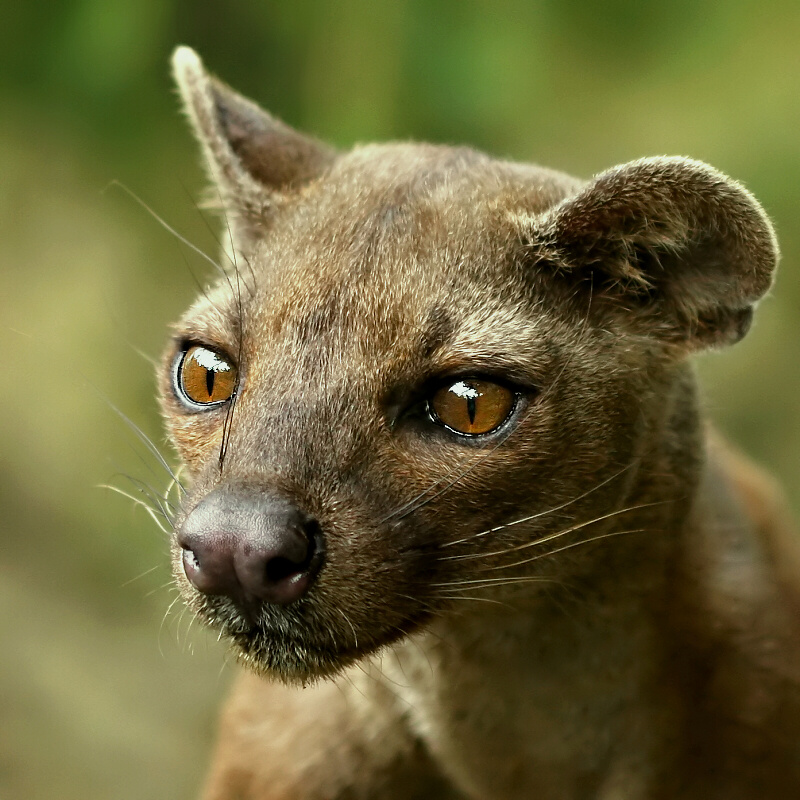
Cầy Fosa là loài thú ăn thịt trên cạn lớn nhất trên đảo Madagascar, cũng là loài lớn nhất trong họ Cầy Madagascar (Eupleridae)

- Gấu trắng Bắc Cực (Ursus maritimus) là loài thú lớn nhất trên cạn của Bộ ăn thịt (Carnivora). Chiều cao đến vai của gấu trắng đạt 1,6m và chiều dài đạt 3,6m. Con gấu Bắc Cực đực trưởng thành nặng từ 400 đến 600 kg và đôi khi nặng hơn 800 kg. Con cái có kích thước bằng khoảng một nửa con đực và thông thường cân nặng 200–300 kg, nhưng cân nặng kỷ lục cực đại của chúng được ghi nhận lên đến 1 tấn (1,002 kg/2,209 lb). Gấu Kodiak là một phân loài của loài gấu nâu có kích cỡ tương tự gấu Bắc Cực nhưng có nhỏ hơn một chút, cá thể có kích thước lớn kỷ lục đã được ghi nhận trong tự nhiên đạt đến mức 750 kg. Trong lịch sử loài gấu tiền sử lớn nhất từng đạt danh hiệu loài thú ăn thịt trên cạn lớn nhất mọi thời đại thuộc về loài Arctotherium angustidens với cân nặng ước tính đạt 1,6 tấn và chiều cao đaịt 3,29m[64]
- Sói xám (Canis lupus) với phân loài sói Mackenzie là thành viên lớn nhất trong họ nhà chó Canidae trong tự nhiên. Cân nặng lớn nhất của một con sói xám đạt từ 80–86 kg (176–190 lb), chiều cao đo được đạt 0,9m tính đến vai và chiều dài đạt 2,5m. Một con sói Á-Âu tại Nga đã được ghi nhận là đạt đến cân nặng từ 90–96 kg[65][66]. Tính chung, cân nặng trung bình của loài sói xám thường rơi vào 43–45 kg (95–99 lb) đối với con đực và từ 36–38,5 kg cho con cái. Loài chó sói tiền sử lớn nhất tron phân họ Borophaginae là Epicyon haydeni được biết đến là từng đạt được kích thước ước tính lên đến 170 kg[67].
- Chó nhà là hậu duệ của sói xám, qua công tác chọn giống và chăm sóc, con người đã lai tạo ra những giống có có kích thước rớn lớn. Nhìn chung, kích thước trung bình (Medium Sized) được đề nghị cho con chó nhà là phổ biến từ 16 kg-27 kg (35-60 pound). Có một cá thể thuộc giống thuộc giống chó ngao Anh từng đạt cân nặng được ghi nhận lên đến 155,6 kg (343 lb) và dài 2,5m (98 in) tính từ mũi đến đuôi[68].

Một số giống chó to như: chó ngao Tây Tạng cao 70 cm, nặng khoảng từ 64–90 kg. Chó ngao Anh cao khoảng 30 inches (76 cm) con đực nặng khoảng 160 pounds (72 kg), có con đực trưởng thành có thể nặng lên đến 200 pounds (cân nặng có thể lên tới 100kg). Chó ngao Pháp (Dogue de Bordeaux) có thể đạt tới cân nặng 52 kg với chiều dài 69 cm. Chó sục Nga đen cao 64–74 cm và nặng tầm 36–65 kg. Chó Saint Bernard cân nặng khoảng 77kg và chiều cao 67cm. Chó Newfoundland cân nặng khoảng 70kg và chiều cao 75cm. Chó Leonberger (Sư tử Đức) có thể nặng lên tới 80kg với con đực. Chó săn Ái Nhĩ Lan (Irish Wolfhound) với chiều cao có thể lên tới gần 1m và cân nặng khoảng trên 50kg và chúng được so sánh chúng với sư tử với những cú cắn có thể nghiền nát con mồi. Chó Ngao Đan Mạch (Great Dane) chiều cao khoảng 80cm và cân nặng có thể lên tới 90kg. Chó chăn cừu Anatoli (Anatolian Shepherd) có cân nặng khoảng 50–68 kg, cao khoảng 70 cm với tiếng sủa to vang.
- Rái cá biển (Enhydra lutris) là loài thú lớn nhất trong họ nhà chồn Mustelidae với cân nặng kỷ lục ghi nhận lên đến 54 kg đã được ghi nhận[69]. Rái cá lớn hay Rái cá lớn Nam Mỹ (Pteronura brasiliensis) có thể đạt chiều dài lên đến 2,4 m (7,9 ft), chúng nặng từ 32 tới 45,3 kilogam (70–100 pound) với con đực và 22 tới 26 kg (48–57 lb) với con cái[70][71].
- Chồn sói (Wolverine) là loài thú lớn nhất trên cạn của họ chồn Mustelidae với chiều dài từ 65–107 cm (26–42 in), và đuôi 17–26 cm (6,7–10 in), cân nặng từ 9–25 kg (20-55 lb), mặc dù con đực đặc biệt lớn có thể nặng tới 32 kg (71 lb). Chúng là loài đặc biệt hung hăng. Loài Lửng mật (Mellivora capensis) cũng thuộc loại lớn với con trưởng thành có chiều cao đến vai 23–28 cm với chiều dài cơ thể 55–77 cm, với đuôi dài 12–30 cm. Con đực nặng 9–16 kg (20-35 lb) trong khi con cái nặng 5–10 kg (11-22 lb) trên trung bình.
- Cầy mực (Arctictis binturong) còn được biết đến với tên gọi Binturong là loài lớn nhất trong họ Cầy (Viverridae) với cân nặng lên đến 27 kg (dao động từ 11–32 kg/24-71 lb) và dài 1,85m với một nữa chiều dài của là của cái đuôi[72][73] Loài cầy tiền sử lớn nhất đã tuyệt chủng trong họ cầy là Viverra leakeyi với kích thước tương đương với một con sói hay con báo nhỏ, cân nặng lên đến 41 kg[74].
- Cầy Fossa (Cryptoprocta ferox) là động vật hữu nhũ ăn thịt lớn nhất trên đảo Madagascar, cũng là loài lớn nhất trong họ Cầy Madagascar (Eupleridae) và chúng thường được so sánh như một con báo sư tử cỡ nhỏ. Một con cầy Fossa trưởng thành có chiều dài từ đầu đến hết thân đạt từ 70–80 cm, và chúng có cân nặng từ 5,5 đến 8,6 kg, con đực lớn hơn so với con cái.
- Cầy mangut đuôi trắng (Ichneumia albicauda) là loài thú lớn nhất trong họ Cầy lỏn hay còn gọi là cầy Măng-gút (mongoose). Cầy mangut đuôi trắng có thể đạt đến 6 kg cân nặng và dài 1,18m.
- Gấu mèo (Procyon lotor) là loài lớn nhất còn sống trong họ Gấu mèo (Procyonidae) ở Bắc Mỹ. Chúng có thể dài tới 40–70 cm và cân nặng từ 3,5–9 kg. Loài tiền sử đã tuyệt chủng Chapalmalania ở Nam Mỹ được biết đến là loài lớn nhất trong họ với chiều dài 1,5m.
- Chồn hôi sọc hay chồn khoang (Mephitis mephitis) là loài thú lớn nhất trong họ Chồn hôi (Mephitidae), với cân nặng lên đến 6,35 kg và chiều dài cơ thể đạt 70 cm. Chồn hôi mũi lợn Trung Mỹ (Conepatus leuconotus) thường là loài dài nhất trong họ với chiều dài đạt 82,5 cm (2.71 ft) nhưng chúng nhẹ hơn, chỉ nặng hoảng 4,5 kg (10 pounds).

### Dạng mèo

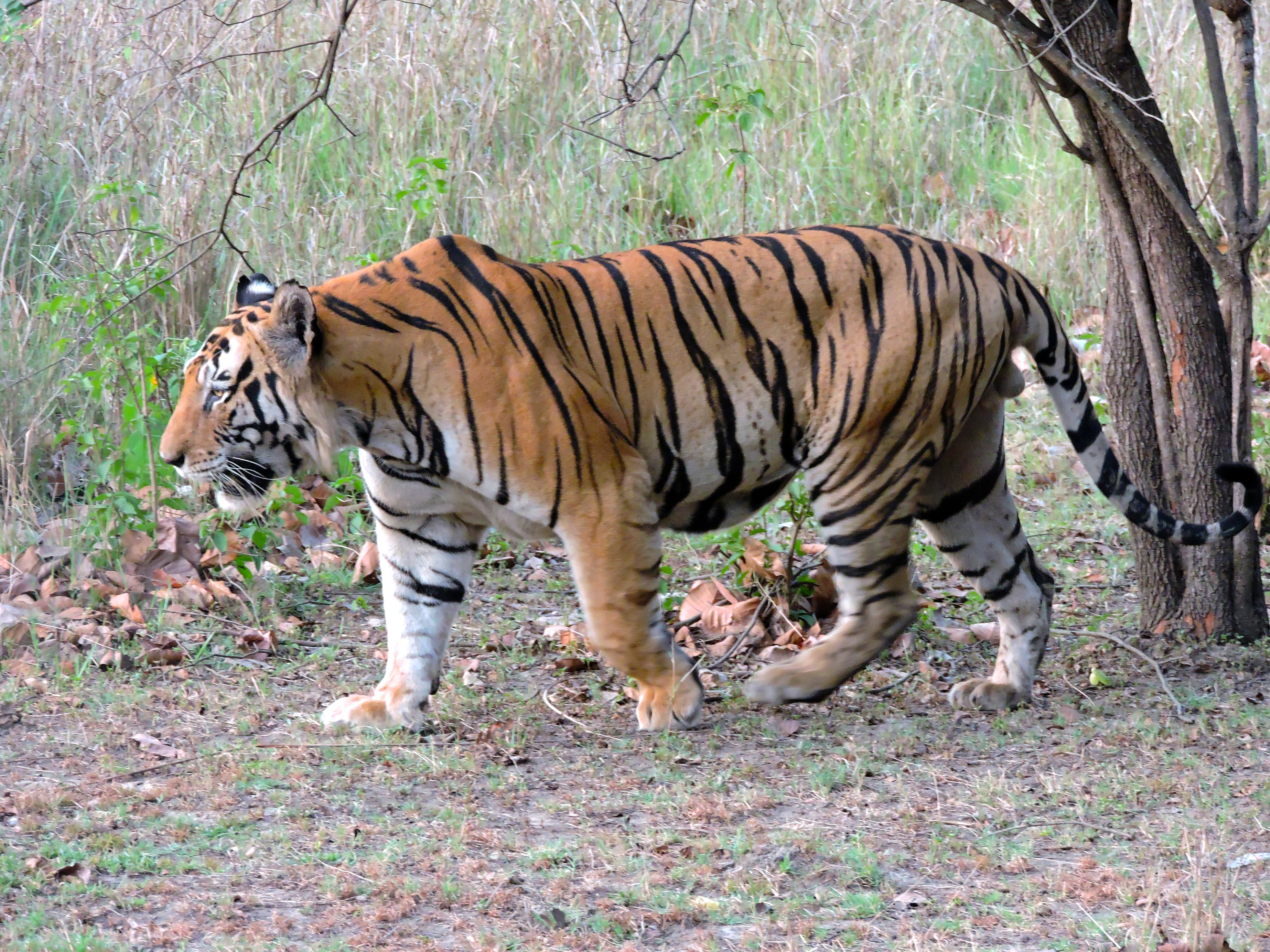
Một con hổ đực ở Ấn Độ, hổ là loài lớn nhất trong họ nhà mèo

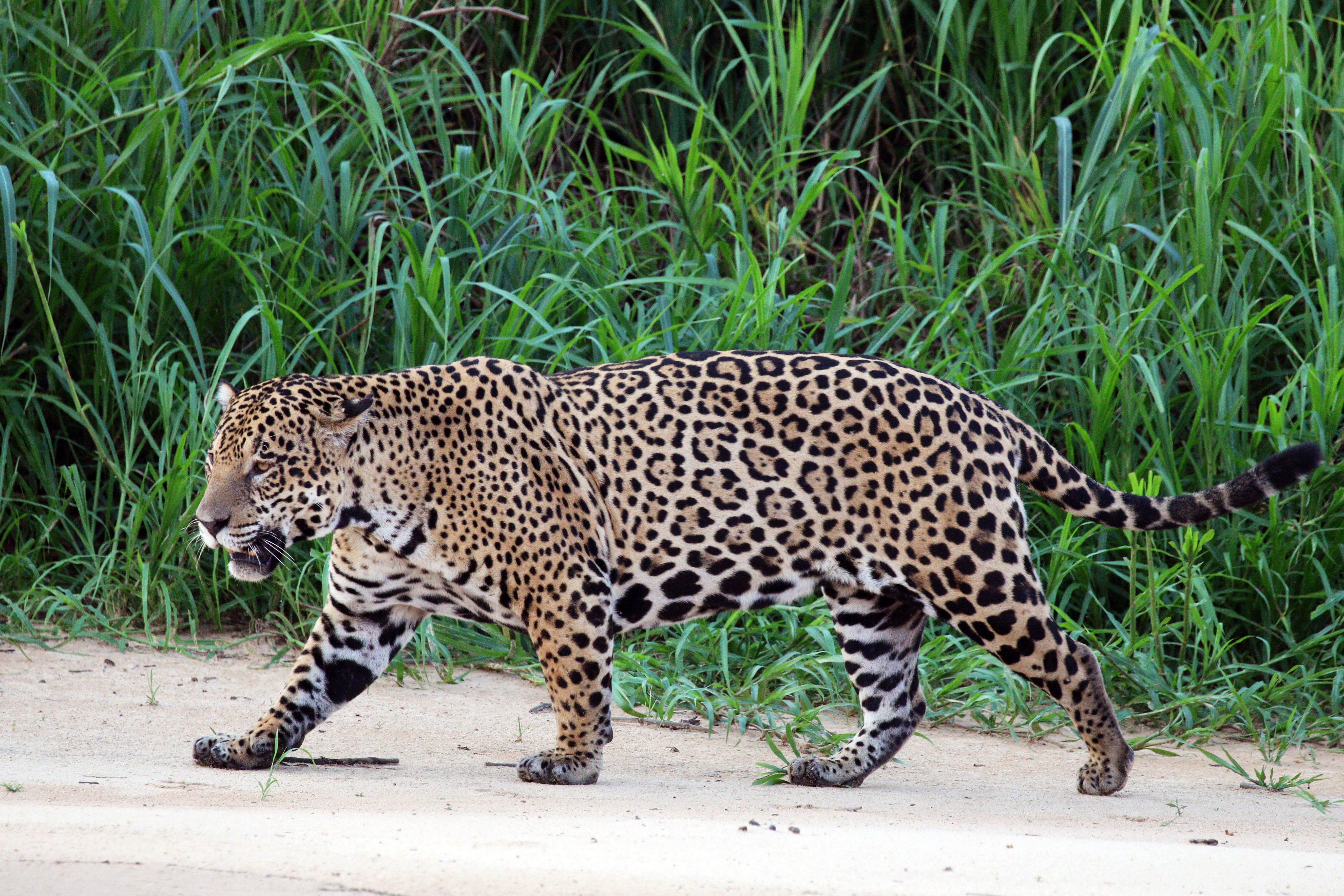
Báo đốm Mỹ là loài mèo lớn nhất ở Tây Bán Cầu

- Hổ (Panthera tigris) là loài thú lớn nhất trong họ nhà mèo (Felidae) còn tồn tại trên trái đất và là động vật lớn thứ ba trong các loài thú ăn thịt trên cạn (sau gấu Bắc Cực và gấu nâu). Phân loài hổ có sự đa dạng về kích thước trung bình, trong đó, hổ Mãn Châu (Panthera tigris altaica) và hổ Ấn Độ (Panthera tigris tigris) là những phân loài hổ lớn nhất. Các phân loài hổ lớn nhất có chiều dài cơ thể đạt đến 3,5 m (11 ft), cao 1,21 m (4,0 ft) tính đến vai, cân nặng trung bình của một con hổ đực trưởng thành khoảng 230 kg-310 kg (510 lb-680 lb), cân nặng cơ thể nặng nhất đã được ghi nhận lên từ 384–389 kg (847 and 858 lb). Con lai hổ sư trong điều kiện nuôi nhốt có thể đạt 410 kg (900 lb).[75]

Một con hổ Mãn Châu được nuôi nhốt tên là Jaipur đã đạt cân nặng lên đến 465 kg (1.025 lb), một con hổ Mãn Châu khác bị bắn hạ tại dãy núi Sikhote-Alin năm 1950 có cân nặng 384 kg (847 lb) và chiều dài cơ thể ước tính đạt 3,48 m (11,4 ft), những thông số khác cho thấy chiều dài của hổ Mãn Châu đo được từ 200-450 cm (79-177 in). Mẫu vật của một con hổ Ấn Độ bị bắn hạ vào năm 1967 được ghi nhận là có cân nặng 388,7 kg (857 lb) và chiều dài là 322 cm (127 in), đường kính cơ thể đạt 338 cm (133 in). Trước đó, một báo cáo cho biết có một con hổ Ấn Độ bịybắn hạ tại Kumaon có chiều dài 12 ft (370 cm), tuy nhiên thông số này còn để ngỏ do tại thời điểm này con chưa nhất quán về hệ thống đo lường
- Sư tử (Panthera leo) là loài thú ăn thịt lớn thứ hai trong họ mèo, xếp sau hổ và là loài thú ăn thịt trên cạn lớn nhất châu Phi, chúng là vua của các đồng cỏ khô (Xavan) châu Phi, sư tử có thể nặng tới 250 kg (550 lb), kích thước trung bình đạt từ 150 to 250 kg (331 to 551 lb) đối với con đực và con cái thì đạt từ 120 đến 182 kg (265 to 401 lb). Chiều dài thân-đầu được báo cáo của chúng từ 170 đến 250 cm (khoảng từ 5 đến 7 inch), độ dài đuôi 90–105 cm (2 ft 11 in-3 ft 5 in). Chiều cao trung bình của một con sư tử khoảng 4 feet, tương đương 1,21 m. Chiều cao đến vai của một con sư tử ở Tây Phi đạt 0,9–1,2 m (3,0–3,9 ft). Tuy nhiên, sư tử đực có lợi thế với chiếc bờm xù khiến chúng trở nên bệ vệ và to lớn hơn.
- Báo đốm Mỹ (Panthera onca) được biết đến với cái tên Jaguar là một trong bốn loài lớn nhất của họ nhà Mèo, xếp sau hổ và sư tử. Chúng là loài mèo lớn duy nhất sống ở khu vực châu Mỹ và là loài thú họ mèo lớn nhất ở Tây Bán Cầu và là loài thú ăn thịt trên cạn lớn nhất ở Trung Mỹ và Nam Mỹ. Chiều dài của báo đốm Mỹ dao động trong khoảng 1,12m tới 1,85 m (3,7-6,1 ft), chiều cao đến vai của chúng khi đứng đạt 63 đến 76 cm (25 đến 30 in) và chúng có cân nặng khoảng 56–96 kg (124–211 lb) tương đương với một con hổ cái hoặc sư tử cái, con báo đốm đực lớn nhất có cân nặng ghi nhận đạt 158 kg (348 lb). Phân loài báo đốm ở Pantanal của Brasil là phân loài báo đốm lớn nhất với cân nặng từ 100 kg (220 lb) lên đến 135 kg (298 lb), chiều dài đạt 2,7 m (8,9 ft), kích cỡ này tương đương với một con hổ Sumatra và hổ Java.
- Linh cẩu đốm (Crocuta crocuta) là loài thú lớn nhât còn tồn tại trong họ linh cẩu (Hyaenidae) ở vung hạ Sahara của châu Phi, với cân nặng tôi đa đạt từ 86–90 kg[78], chiều dài đạt 2,13m và chiều cao đạt 93 cm tính đến vai. Hóa thạch của một con linh cẩu tiền sử tương tự kích cỡ với một con sư tử cái, chúng thuộc chi Pachycrocuta, với cân nặng ước đạt trung bình là 110 kg (240 lb), thậm chí có hóa thạch đo được cân nặng lên đến 200 kg[79].

## Bộ linh trưởng

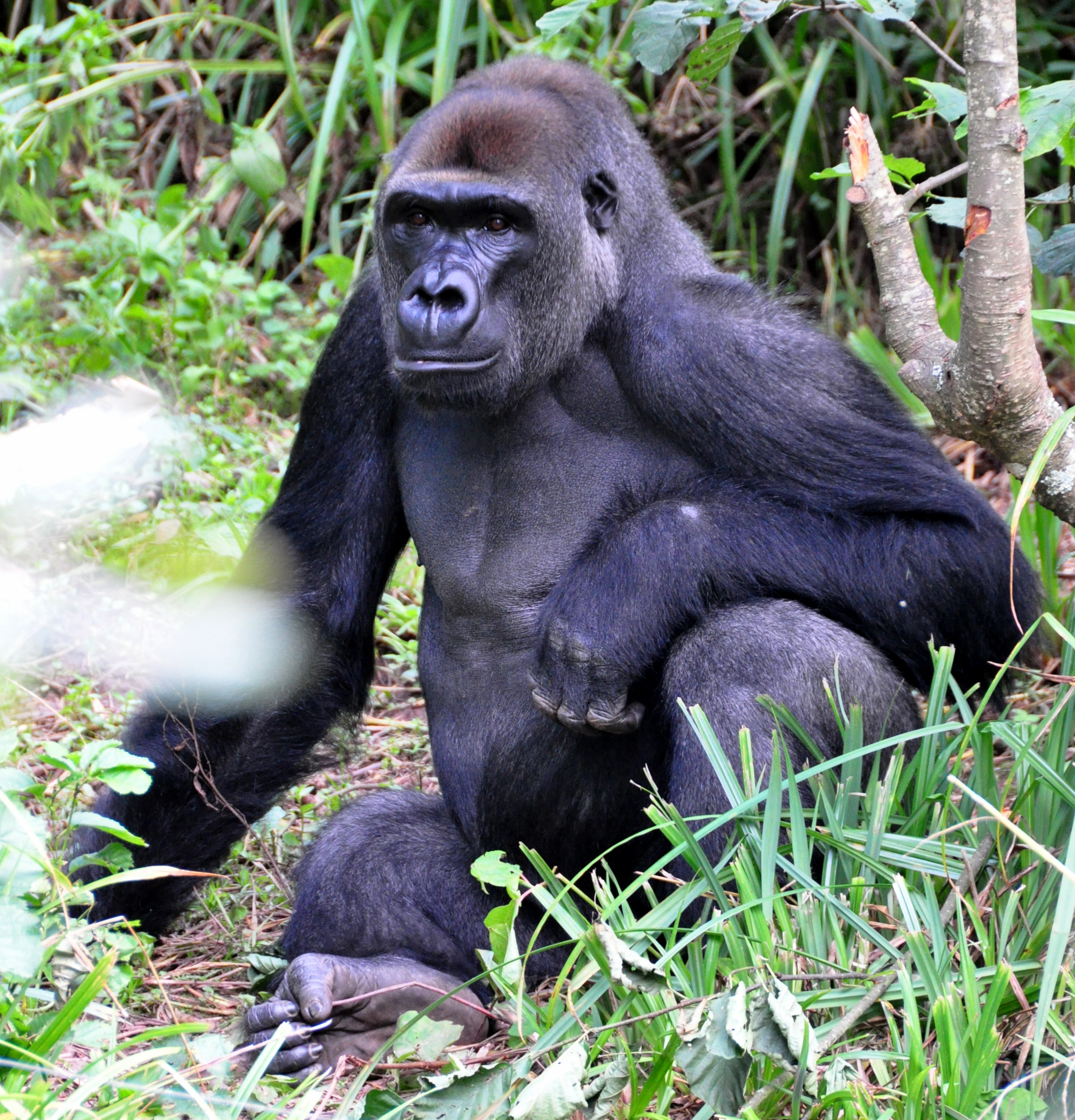
Khỉ đột là loài linh trưởng lớn nhất còn tồn tại

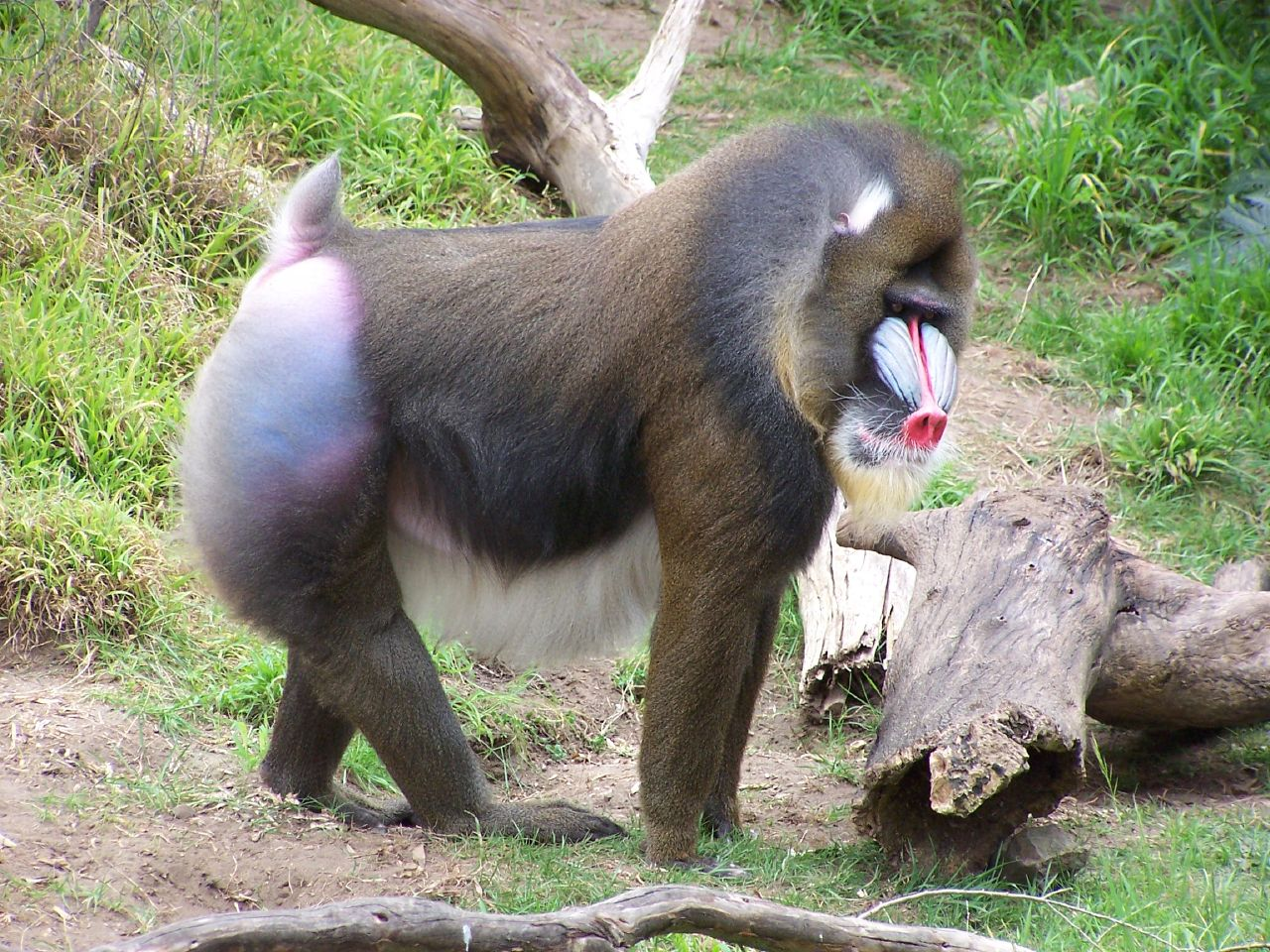
Khỉ mặt chó Mandrill là loài khỉ lớn nhất

- Khỉ đột (Gorilla) là loài linh trưởng ngoại cỡ lớn nhất còn tồn tại trong số các loài linh trưởng. Giống khỉ đột lớn nhất là khỉ đột đất thấp phía Đông (Gorilla beringei graueri), với con đực cân nặng trung bình từ 140 kg-200 kg, chiều cao đến vai đạt 1m khi đứng bằng 4 chân và khi đứng thẳng bằng hai chân thì cao từ 1,65-1,75m[80]. Con khỉ đột đất thấp miền Đông cao nhất từng được ghi nhận khi đứng thẳng đạt 1,94m và cá thể nặng nhất có trọng lương 266 kg, mặc dù chúng sẽ đạt cân nặng tối đa trong điều kiện nuôi nhốt.
- Xếp sau khỉ đột là các loài tinh tinh, trong đó loài hắc tinh tinh hay tinh tinh thông thường con đực khi đứng cao đến 1,2 m (3.9 ft) và con tinh tinh đực trưởng thành nặng từ 40 đến 60 kg, con cái nặng từ 27 đến 50 kg, tuy nhiên một con tinh tinh có sức mạnh bằng 4 người đàn ông trưởng thành. Loài tinh tinh lùn hay Bonobo có cân nặng từ 34 đến 60 kg (75 to 132 lb), trong khi con cái nặng 30 kg (66 lb), chiều cao của chúng từ 70–83 cm (28–33 in), sự khác biệt về giải phẫu giữa tinh tinh thông thường và tinh tinh lùn là không đáng kể.
- Đười ươi là loài linh trưởng lớn nhất ở châu Á và là loài linh trưởng lớn thứ hai thế giới sau khỉ đột. Chúng là động vật sống trên cây lớn nhất. Còn tồn tại hai loài là Đười ươi Borneo (Pongo pygmaeus) và Đười ươi Sumatra (Pongo abelii) có kích thước nhỏ hơn một chút. Đười ươi Borneo con đực nặng trung bình từ 50–75 kg (110-165 lb) và cao từ 1,2-1,4 m (4-4,7 ft); con cái trung bình 38,5 kg (82 lb), dao động 30–50 kg (66-110 lb), và cao 1-1,2 m (3,3–4 ft)[81][82]. Người ta xác định tầm vóc nhưng con đười ươi trưởng thành bằng sải tay của chúng khi giang rộng, thường đạt đến 2 mét. Đười ươi đực đứng thẳng trên hai chân cao 1 mét rưỡi, tay vẫn có thể chạm đất.
- Khỉ mặt chó Mandrill (Mandrillus sphinx) là loài lớn nhất trong các loài khỉ Cựu Thế giới (gồm các loài khỉ sinh sống ở châu Á và châu Phi) với con đực lớn nhất cân nặng đến 50 kg và cao 90 cm tính đến vai[83]. Loài khỉ đầu chó tiền sử đã tuyệt chủng là Dinopithecus còn có cân nặng lớn hơn những con khỉ mặt chó hiện đại, chúng có kích thước tương đương với con người trưởng thành.
- Khỉ nhện lông mượt (Brachyteles arachnoides) là loài khỉ lớn nhất trong số các loài khỉ Tân Thế giới (gồm các loài khỉ sinh sống ở châu Mỹ, chủ yếu là ở Trung Mỹ và Nam Mỹ) với cân nặng lên đến 15 kg và cao đến 1,6m[84], nhìn chung các loài khỉ Tân Thế giới có kích thước nhỏ hơn so với các loài khỉ Cổ thế giới.
- Vượn mực (Symphalangus syndactylus) là loài lớn nhất trong họ vượn Hylobatidae. Chúng sống trên cây, có lông đen, là loài vượn lớn nhất, nó có kích thước có thể lớn gấp đôi các loài vượn khác, cao 1 mét và nặng tới 14 kg. Chiều cao trung bình của một con vượn mực đạt từ 90 cm, nhưng những cá thể lớn có thể đạt 1,5m. Các loài vượn là linh trưởng có cánh tay dài thích hợp với việc leo trèo.
- Vượn cáo Indri (Indri indri) là loài vượn cáo lớn nhất, với cân nặng lên đến 12 kg và cao 90 cm. Hóa thạch của một con vượn cáo đã tuyệt chủng là Archaeoindris có kích thước tương đương một con khỉ đột với cân nặng đến 200 kg[85][86].
- Loài người là loài linh trưởng cỡ lớn, nhìn chung, chiều cao trung bình của con người là 1m72 (5 ft 7 1⁄2 in) ở đàn ông và 1m58 (5 ft 2 in) đối với đàn bà, cân nặng trung bình của phụ nữ là 54–64 kg (119–141 lb) và đàn ông thì nặng 76–83 kg (168–183 lb), chiều cao và cân nặng của con người ngày càng được cải thiện. Có những người thể đạt cân nặng lên đến 636 kg và cao đến 2m72, tuy nhiên đây là những trường hợp này xuất phát từ những nguyên nhân bất thường như béo phì, bệnh tật, đột biến chiều cao và các vấn đề khác về y khoa. Nhưng, ngay cả khi không tính đến các trường hợp đột biến thì con người là động vật linh trưởng có chiều cao nhất đang tồn tại.
- Loài linh trưởng lớn nhất từng tồn tại ở châu Á cách đây từ 1 triệu đên 30 vạn năm trước là Gigantopithecus với chiều cao ước tính là 3m và nặng đến 540 kg[87].

## Thú có túi

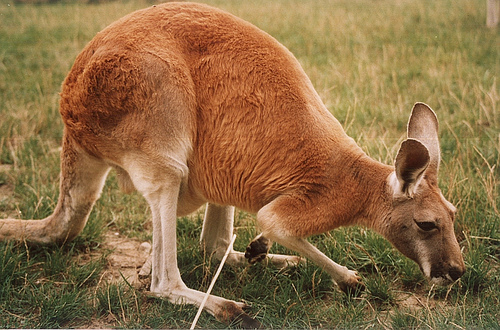
Chuột túi đỏ là loài thú có túi lớn nhất còn tồn tại

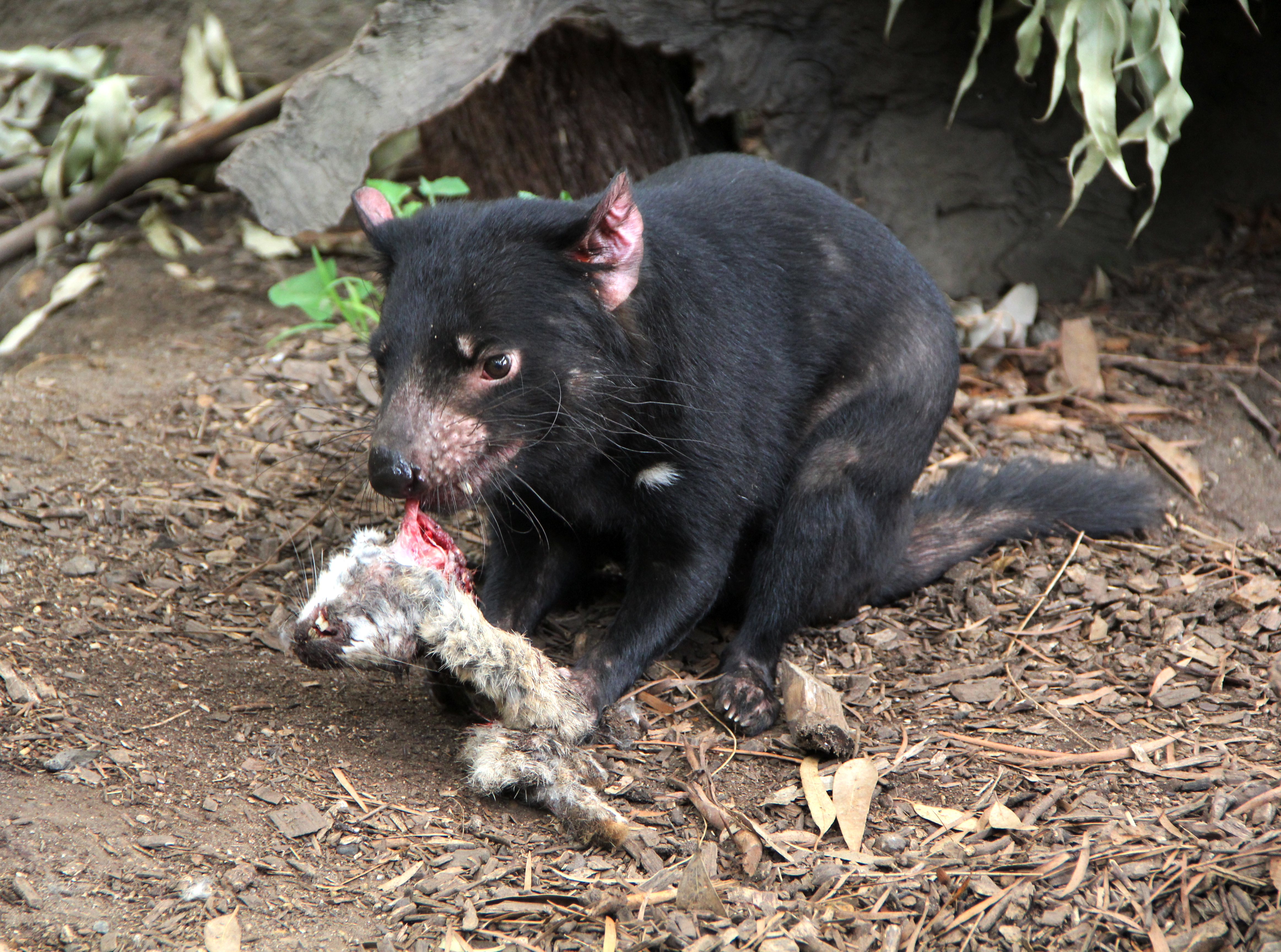
Quỷ Tasmania là loài thú có túi ăn thịt lớn nhất hiện nay

- Kangaroo đỏ hay chuột túi đỏ (Macropus rufus) của Úc là loài thú lớn nhất trong các loài thú có túi (Marsupialia) còn tồn tại và cũng là thành viên lớn nhất trong họ chuột túi. Chúng có thể nặng đến 91 kg và cao 2,18m khi đứng thẳng[19] một vài trường hợp báo cáo chưa được chứng thực về những cá thể nặng đến 150 kg[88] Những loài chuột túi tiền sử còn ghi nhận kích thước lớn hơn như loài Procoptodon goliah là loai thú có túi trong lịch sử có tầm vóc lớn nhất từng được ghi nhận với chiều cao 2m và nặng 230 kg[89]. Một vài loài thuộc chi Sthenurus có kích cỡ to lớn tương tự.
- Loài Wombat mũi lông hay (Lasiorhinus krefftii) là loài lớn nhất trong họ Vombatidae (gấu túi mũi trần) còn tồn tại ngày nay, với đầu và cơ thể dài đến 102 cm và cân nặng lên đến 40 kg. Trong thời tiền sử có loài Diprotodon là loài ăn cỏ có ngoại hình giống tê giác có chiều dài lên đến 3,3m, khi đứng cao 1,83m đến vai và cân nặng ước tính lên đến 3 tấn (3,000 kg)[90][91].
- Loài Quỷ Tasmania (Sarcophilus harrisii) là loài bản địa ở Tasmania là loài lớn nhất trong họ Dasyuromorphia (họ thú có túi ăn thịt) còn tồn tại đến ngày nay. Cân nặng cơ thể của chúng có thể đạt đến 14 kg và chiều dài đạt 1,1m[92][93] Loài hổ Tasmania (Thylacinus cynocephalus) đã tuyệt chủng có quan hệ gần gũi với những con quỷ này và có thể phát triển lớn hơn cả quỷ Tasmania và từng là thành viên lớn nhất trong họ sống sót đến thời hiện đại, cá thể lớn nhất từng đo được đạt chiều dài 2,9m từ mũi đến đuôi. Cân nặng trung bình của chúng từ 20–30 kg (40-70 lb).
- Loài thú có túi Opossum (Didelphis virginiana) ở Bắc Mỹ là loài lớn nhất trong họ chồn Opossum (Didelphidae), chúng đa dạng về kích thước, những con chồn ở miền Bắc thường lớn hơn những con chồn ở miền nhiệt đới. Chiều dài của chúng khoảng 13–94 cm (13–37 inch) từ mũi đến đuôi, trong đó cái đuôi của chúng dà khoảng 26,7–47 cm (8.5–19 inch), cân nặng của con đực từ khoảng 0,8-6,4 kg (1.7-14 pounds), con cái nặng từ 0,3-3,7 kg (11 ounces-8.2 pound)[94]
- Loài thú có túi Possum Trichosurus vulpecula ở Úc là loài lớn nhất trong họ thú có túi Possum (Phalangeridae), chúng có chiều dài từ 32–58 cm[95] với cái đuôi dài từ 24–40 cm[96]. Cân nặng của chúng từ 1,2-4,5 kg[96], con đực thường lớn hơn con cái.
- Loài sư tử có túi Úc (Thylacoleo) là loài thú ăn thịt có túi lớn nhất đã tuyệt chủng ở Úc và ở Nam Mỹ là loài thú có túi răng kiếm (Thylacosmilus), cả hai đều có chiều dài từ 1,6 đế 1,8m và cân nặng khoảng từ 100–160 kg[97][98]. Một điều thú vị là cả hai không liên quan chặt chẽ với các loài động vật ăn thịt thực sự của ngày hôm nay. Thay vào đó, sư tử có túi có quan hệ gần gũi nhất với động vật ăn cỏ như gấu túi Koala, trong khi Thylacosmilus là một thành viên của bộ Sparassodonta, một nhóm có thể thậm chí không phải là những con thú có túi thực thụ.

## Thú gặm nhấm

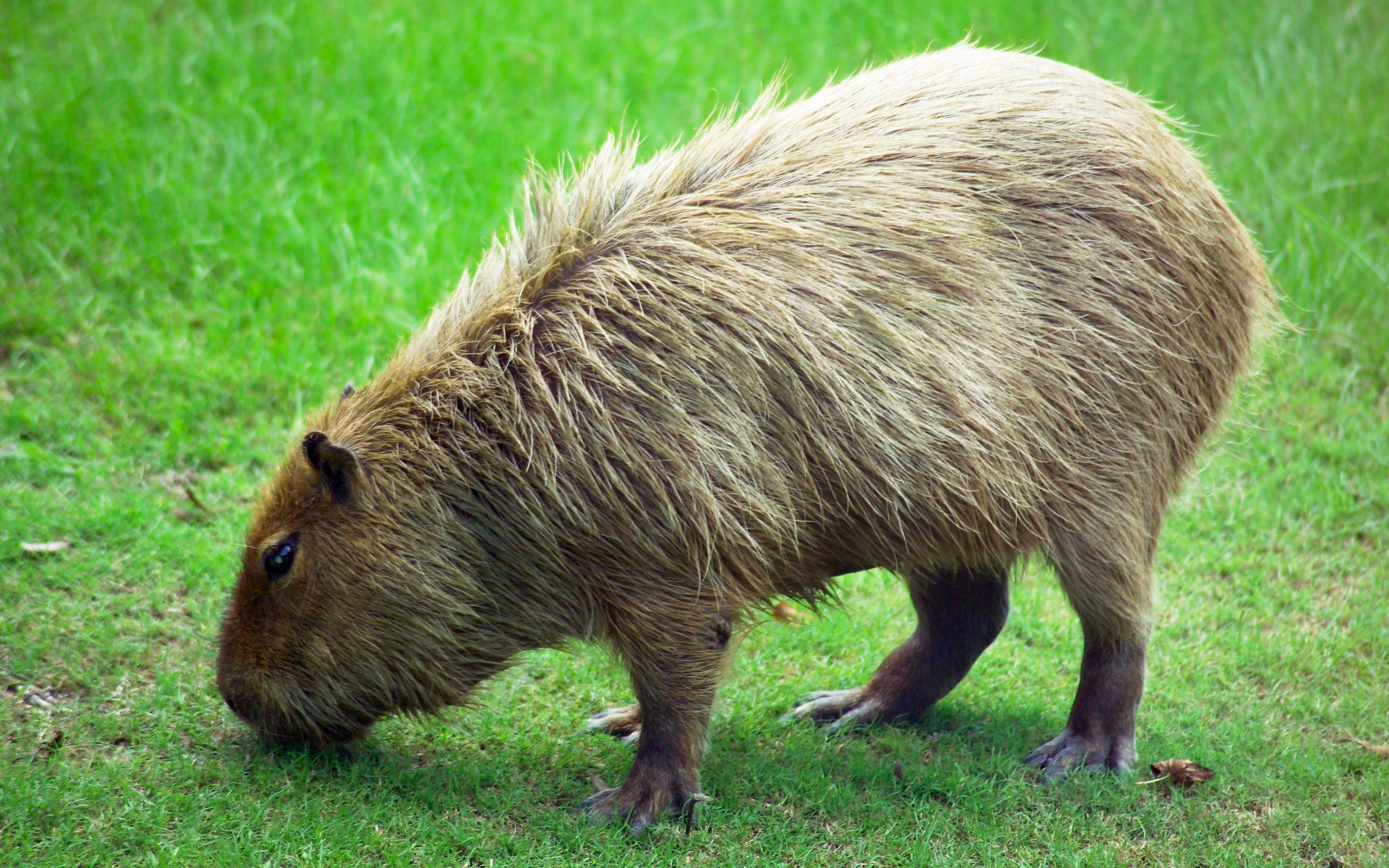
Chuột lang nước Capybara là loài gặm nhấm lớn nhất còn tồn tại

Chuột túi Gămbia là loài chuột thực thụ lớn nhất

- Chuột lang nước Capybara (Hydrochoerus hydrochaeris) là loài gặm nhấm lớn nhất thế giới đang tồn tại. Theo như ghi nhận, đã từng xuất hiện cá thể chuột nặng tới 91 kg tại Brazil. Chúng có thể dài 1,5m, cao 0,9m và nặng tối đa lên đến 105,4 kg. Chúng có mối liên hệ gần gũi với loài chuột lang hơn là chuột thường (họ nhà chuột Muridae, còn được gọi là giống chuột Cựu Thế giới). Loài chuột tiền sử đã tuyệt chủng Neochoerus pinckneyi ở Bắc Mỹ có thể đạt từ 90 đến 113 kg (200 tới 250 pounds), lớn hơn 40% kích thước của Capybara,[99].
- Hải ly châu Mỹ (Castor canadensis) là loài gặm nhấm lớn thứ hai trên thế giới, chúng lớn hơn nhiều so với các họ hàng ở châu Âu. Kích thước lớn nhất của chúng từng được ghi nhận đến 50 kg và dài 1,7m[100][101]. Hải ly châu Âu (Castor fiber) có kích cỡ tương tự họ hàng ở Bắc Mỹ, nhưng kích cỡ cực đại của chúng chỉ khoảng 31,7 kg[102] Loài hải ly tiền sử lớn nhấtt trong họ hải ly đã tuyệt chủng là hải ly khổng lồ ở Bắc Mỹ, chúng có thể dài 8m và nặng từ 60–100 kg.
- Sóc hoa râm (Marmota caligata) là loài lớn nhất trong họ Sóc (Sciuridae) với cân nặng đạt đến 13,5 kg và dài 0,8m[103][104] Trung bình, tổng chiều dài kể cả đuôi là 60–80 cm, nặng từ 3,5–10 kg, chúng thuộc nhóm sóc đất. Loài Marmota marmota là loài sóc lớn thứ hai với chiều dài kể cả đuôi là 55–70 cm, nặng từ 5,5–8 kg. Loài sóc cây lớn nhất là sóc lớn Ấn Độ (Ratufa indica), chúng dài 14 inches (36 cm) và có đuôi dài 2 ft (0,61 m), cân nặng khi trưởng thành 2 kg (4.41 lb)
- Nhím lông Cape (Hystrix africaeaustralis) là loài nhím lớn nhất trong họ Nhím với chiều dài từ 63–81 cm từ đầu đến đuôi, cái đuôi dài từ 11–20 cm[105] và có cân nặng từ 10–24 kg, với những con ngoại cỡ có cân nặng lên đến 30 kg[106][107] những cá thể đực và những con cái không có sự khác biệt đáng kể về kích thước co thể[105]. Chúng là loài gặm nhấm lớn nhất ở châu Phi và là loài nhím cổ Thế giới lớn nhất.
- Nhím lông Bắc Mỹ (Erethizon dorsata) là loài nhím Tân Thế giới lớn nhất và là loài gặm nhấm lớn thứ hai ở Bắc Mỹ, sau Hải ly Bắc Mỹ. Chúng dài từ 60 đến 90 cm (2.0-3.0 ft), chưa tính chiếc đuôi dài 14,5 tới 30 cm (5.7-11.8 in). Chúng cân nặng từ 3,5 đến 18 kg (7.7 -39.7 lb).Cân nặng trung bình của con cái đạt 7 kg (15 lb) trong khi con đực trung bình đạt 10,67 kg (23.5 lb).
- Loài Hutia Cuba (Capromys pilorides) là loài lớn nhất trong họ nhím lông Capromyidae, chúng có chiều dài từ 31–60 cm, cái đuôi dài từ 14–29 cm và cân nặng đạt 2,8-8,5 kg[108] Loài lớn nhất trong họ này là Amblyrhiza inundata một loài động vật đã tuyệt chủng có cân nặng từ 50 đến 200 kg (110-440 lb)[109].
- Chuột túi Gambia (Cricetomys gambianus) là loài chuột lớn nhất trong họ chuột Cựu thế giới, chúng có thể dài tới 90 cm tính từ đầu mũi tới chót đuôi, cân nặng đến 1,4 kg đến 4 kg. Kích cỡ to lớn khiến nó trở thành một loại vật nuôi được yêu thích, nặng hơn gấp ba lần so với một con chuột lang thường vốn là chuột nâu đã được thuần hóa[110]
- Các loài chuột khổng lồ khác được ghi nhận là chuột tre Sumatra lớn (Rhizomys sumatrensis) có thể dài tới 50 cm, tính từ đầu mũi đến chót đuôi. Chiều dài này tương tự như chuột nâu, nhưng đuôi của chuột tre Sumatra lớn chỉ dài khoảng 12 cm. Vì thế giống chuột tre to lớn này có thể cân nặng cỡ 4 kg, gần bằng một con mèo. Chuột núi khổng lồ Sunda (Sundamys infraluteus): Loài chuột này có kích cỡ lớn, ăn tạp và sống ở vùng rừng núi. Chuột Sundamys infraluteus có thể dài đến 60 cm. Chuột mây khổng lồ Bắc Luzon (Phloeomys pallidus) có thể dài đến 75 cm, nặng đến 2,6 kg. Chuột khổng lồ Mallomys ở New Guinea được gọi tên là chuột len Bosavi cũng có kích cỡ lớn tương tự, có trọng lượng đến 2 kg hay thậm chí còn nặng hơn nữa.
- Loài gặm nhấm lớn nhất trong lịch sử cho tới nay là loài gặm nhấm tiền sử đã tuyệt chủng có tên là Josephoartigasia monesi mà hóa thạch của chúng được tim thấy ở Uruguay. Chúng có thể dài đến 3m, cao 1,5m và cân nặng từ 1,5–2,5 tấn[111][112] với kích thước tương đương một con hươu cao cổ cỡ lớn thời nay.

## Bộ Dơi
- Dơi quả (Acerodon jubatus) là loài lớn nhất trong họ nhà dơi (Chiroptera), chúng cư trú ở những khu rừng mưa Philippines và thuộc phân bộ dơi lớn gồm họ dơi quạ. Kích cỡ lớn nhất của một con dơi quả là 1,5 kg, chiều dài đạt 55 cm và sải cánh đạt 1,8m. Dơi quạ lớn (Pteropus vampyrus) có tầm vóc cơ thể nhỏ hơn dơi quả nhưng nó được biết đến là loài có sải cánh rộng nhất với chiều dài đo được lên đến 1,83m và có thể đạt tối đađến 2m.
- Vampyrum spectrum là một loài động vật có vú thuộc chi đơn loài Vampyrum trong họ Dơi mũi lá Phyllostomidaelà loài lớn nhất trong họ này, với cân nặng đạt 95g và dài 14 cm với sải cánh rộng 0,9m, chúng được tin rằng là loài lớn nhất trong phân bộ dơi tý hon[113]
- Dơi io (Ia io) là loài dơi lớn nhất trong họ dơi muỗi (Vespertilionidae), với chiều dài cơ thể đạt 105mm và sải cánh rộng 51mm, cân nặng đạt 58g[114]

## Loài thú khác

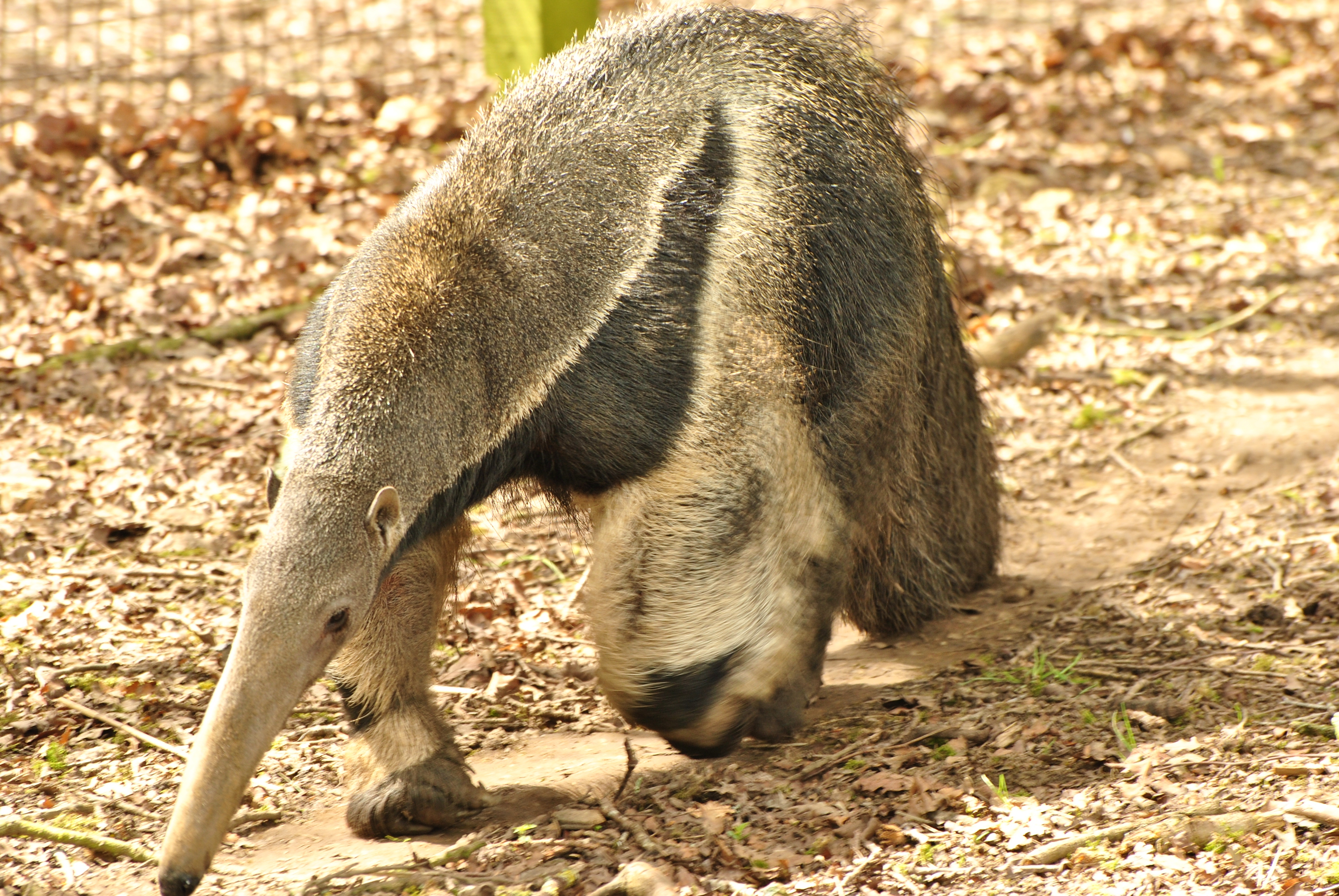
Thú ăn kiến khổng lồ (gấu kiến) là loài thú ăn kiến lớn nhất còn tồn tại ngày nay

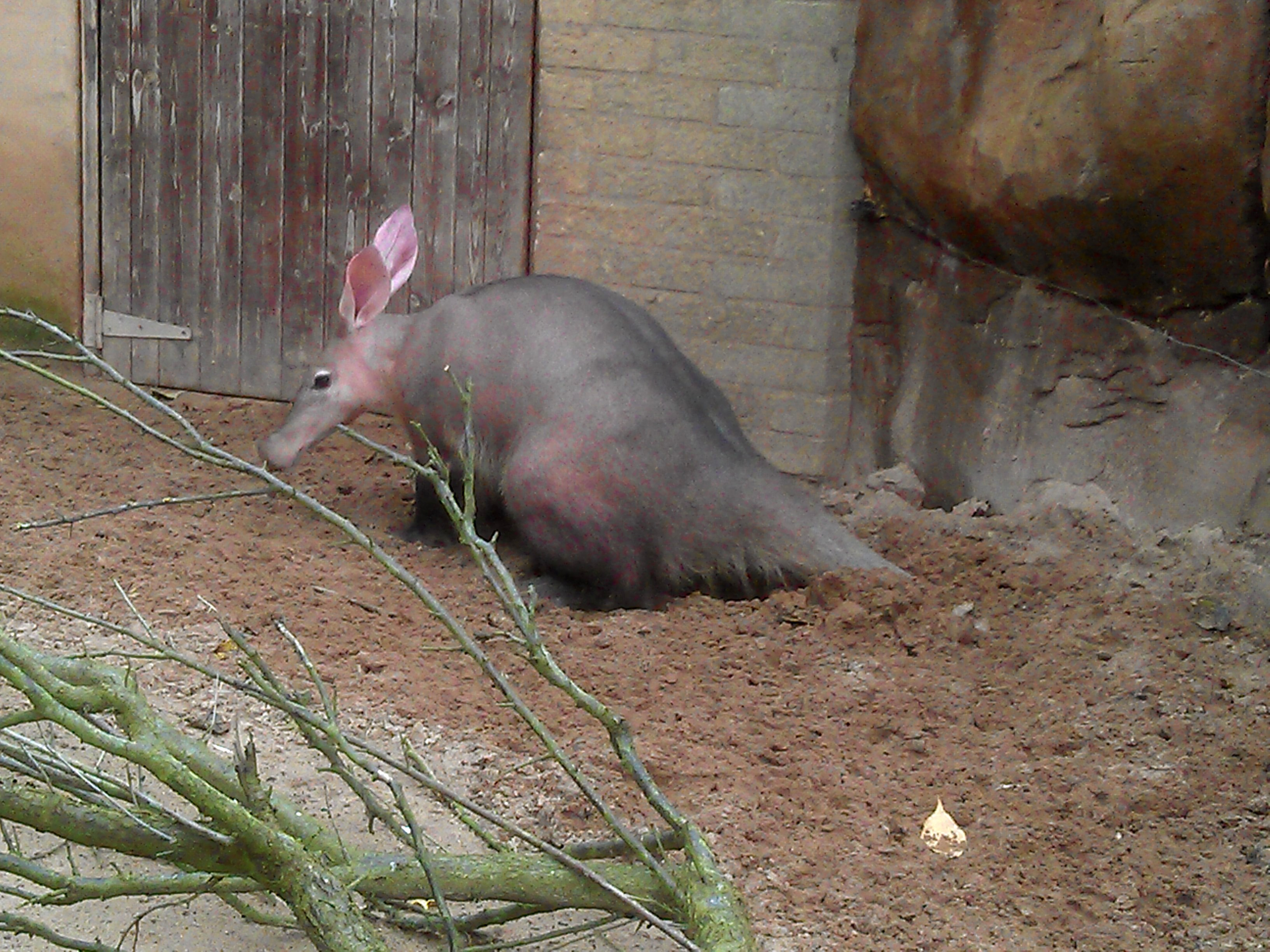
Lợn đất (Aardvark) là loài thú lớn nhất trong họ lợn đất, chúng là những nhà vô địch về đào hang

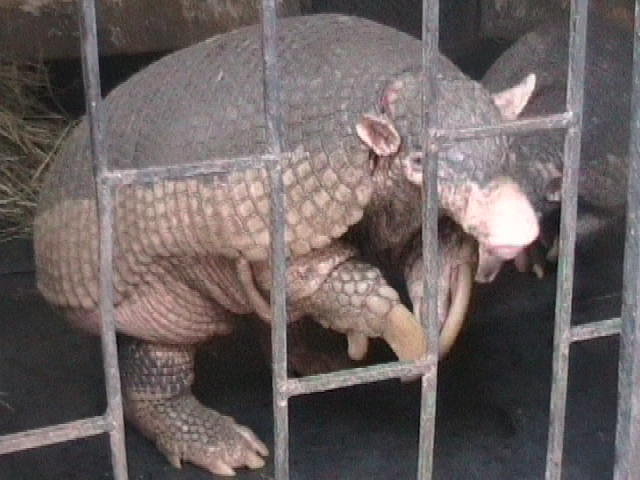
Tatu lớn là loài thú lớn nhất trong các loài thú có mai

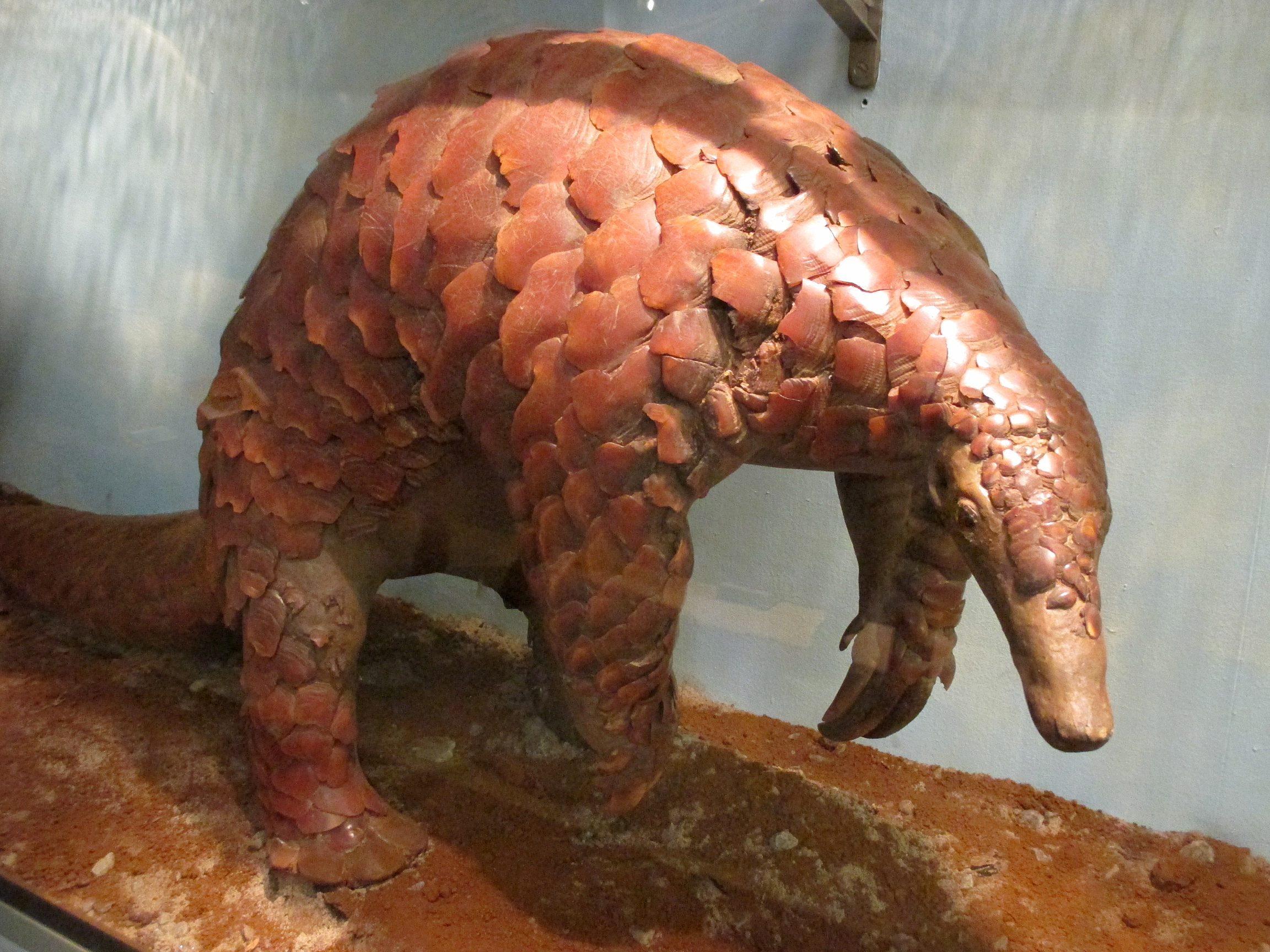
Tê tê đất là loài tê tê lớn nhất

- Thú ăn kiến khổng lồ hay còn gọi là gấu kiến (Myrmecophaga tridactyla) là loài thú ăn kiến có tầm vóc lớn nhất trong họ Myrmecophagidae cũng như cả phân bộ thú ăn kiến (Vermilingua). Những cá thể lớn trưởng thành có thể cân nặng lên đến 65 kg và cao 0,6m tính đến vai, chiều dài tổng thể đo được đạt 2,4m[115]. Trung bình chúng có thân dài 182–217 cm và cân nặng 33–41 kg (73-90 lb) đối với con đực và 27–39 kg (60-86 lb) đối với con cái.
- Lười hai ngón Nam Mỹ (Choloepus didactylus) và Lười hai ngón Hoffmann (Choloepus hoffmanni) là những loài lười lớn nhất còn sống trên hành tinh này. Cả hai loài đều tương đồng về tầm vóc với cân nặng lên đến 10 kg và dài 0,86m[116][117]. Trong thời tiền sử, họ nhà lười từng có một thành viên với kích thước lớn khủng khiếp, đó là loài Megatherium với ước tính cân nặng lên đến 4 tấn và khi đứng nó cao đến 5,1m, với kích cỡ như vậy con thú cổ đại này có tầm vóc tương đương với một con voi bụi rậm châu Phi[118].

- Lợn đất (Orycteropus afer), loài sinh sống tại vùng hạ Sahara của châu Phi là loài lớn nhất trong họ lợn đất (Tubulidentata) và cũng là loài duy nhất trong họ này. Chúng có chiều dài lên đến 1,3m và nặng trung bình đến 65 kg, chiều cao tính đến vai đạt 0,65m[119]. Tuy vậy, những cá thể lớn nhất có thể dài đến 2,2m và nặng lên đến 100 kg cũng đã từng được ghi nhận[120].
- Thỏ châu Âu (Lepus europaeus), loài bản địa của vùng phía Tây và Trung tâm Á Âu là loài lớn nhất còn tồn tại trong bộ Thỏ (Lagomorpha), những con thỏ này có thể nặng lên đến 7 kg và dài đến 0,85m[121]. Tuy nhiên, thỏ Alaska (Lepus othus) cũng là loài thỏ có ngoại hình và kích thước không thua kém, trung bình chúng cân nặng lên đến 4,8 kg và chiều dài tốt đa đo được lên đến 7,2 kg[122] Cũng tương tự vậy, thỏ Bắc Cực (Lepus arcticus) có thể cân nặng lên đến 7 kg nhưng kiểu hình trung bình thường nhỏ hơn thỏ châu Âu và thỏ Alaska[123].

Các giống thỏ nhà có nguồn gốc từ thỏ rừng châu Âu đã được thuần hóa thỏ, con người qua công tác chọn giống đã lai tạo ra nhiều dòng thỏ nhà khác nhau về kích thước, trong đó giống thỏ lớn nhất là thỏ Bỉ lớn (Flemish Giant) với cân nặng kỷ lục được ghi nhận là 12,7kg. Loài thỏ lớn nhất trong lịch sử đã tuyệt chủng là loài Nuralagus rex bản địa của đảo Minorca với cân nặng được khám phá lên đến 23kg
- Chuột chù rái cá lớn (Potamogale velox) là loài thú ăn côn trùng lớn nhất trong bộ thú Afrosoricida, đây là loài thú bản địa của vùng Trung Phi, loài này có thể cân nặng lên đến 1 kg và có chiều dài tổng cộng đến 0,64m[125][126]
- Chuột chù cây thường thấy (Tupaia glis) là loài lớn nhất trong họ chuột chù cây (Scandentia) với cân nặng tối đa lên đến 187g (6.6 oz) và có chiều dài lên đến 40 cm[127].
- Loài Hispaniolan solenodon (Solenodon paradoxus) là loài lớn nhất trong bộ chuột chù (Soricomorpha) gồm các loài chuột chù và chuột chũi, con đực có thể cân nặng lên đến 1 kg (35.3 oz) và chiều dài đo được lên đến 32 cm.
- Chuột chù nhà châu Á (Suncus murinus) là loài lớn nhất trong họ chuột chù, dù thể trạng điển hình của chúng là nhỏ nhất trong số những loài thú, chúng cân nặng khoảng 100g và chiều dài đo được lên đến 16 cm[128]
- Loài chuột chũi Nga (Desmana moschata) được xem là loài chuột chũi lớn nhất với chiều dài tổng cộng lên đến 43 cm và cân nặng trên 520g[129].
- Tatu khổng lồ (Priodontes maximus) là loài thú lớn nhất còn tồn tại trong bộ thú có mai (Cingulata), chúng là loài bản địa của vùng rừng nhiệt đới ở Nam Mỹ, với kích thước tối đa lên đến 54 kg và chiều dài lên đến 0,55m, chiều cao đến vai đạt 1,6m, mặc dù vậy, những cá thể trong điều kiện nuôi nhốt có thể đạt cân nặng lên đến 80 kg[130][131]
- Tê tê đất (Manis gigantea) là loài thú lớn nhất trong bộ tê tê (Pholidota) là các loài thú có vảy ăn kiến. Tê tê đất có thể dài 1,7m và cân nặng lên đến 40 kg[73]
- Các loài thú có mai trong chi Glyptodon của vùng châu Mỹ với những hóa thạch phát hiện được dễ dàng trở thành loài thú lớn nhất trong lịch sử của bộ thú có mai họ hàng với các loài Tatu, chúng có thể cân nặng lên đến 2 tấn và chiều dài đo được lên đến 4m với chiều cao đạt 1,53m[132][133]./
- Chồn bay Sunda (Galeopterus variegatus), nột trong hai loài chồn bay của họ cầy bay (Dermoptera) của Bộ Dermoptera, sinh sống và bay lượng trên các tán rừng nhiệt đới ở vùng Đông Nam Á là loài thú lớn nhất trong số các loài chồn bay với kích thức trung bình tối đa là 2 kg và chiều dài lên đến 73 cm[108]
- Chuột chù vùng cao lớn (Echinosorex gymnura) là loài lớn nhất trong bộ và họ Erinaceomorpha gồm các loài nhím lông và chuột chù vùng cao, chúng là loài bản địa của bán đảo Mã Lan cũng như ở hòn đảo Sumatra và Borneo, chúng cân nặng lên đến khoảng 2 kg và chiều dài liên đến 60 cm[19]. Các loài chuột chù nguyệt thử (moonrat) là thành viên của họ cùng tên và thuộc về phân họ nhím lông với kiểu hình thường nhỏ hơn các loài chuột chù kể cả loài lớn nhất là thú tiền sử Deinogalerix từ thế Miocene ở châu Âu, nó được ước tính là khi phát triển còn to hơn cả một con mèo nhà.
- Thú lông nhím mỏ dài Tây New Guinea (Zaglossus bruijni) là loài thú lớn nhất còn tồn tại của Bộ thú đơn huyệt (Monotremata), tức là các loài thú đẻ trứng, một con thú lông nhím mỏ dài Tây New Guinea có cân nặng lên đến 16,5 kg và chiều dài đo được lên đến 1 m[134] Loài thú đơn huyệt tiền sử lớn nhất đã tuyệt chủng được biết đến với tên gọi là Zaglossus hacketti với một ít xương hóa thạch được tìm thấy ở miền Tây nước Úc, ước tính nó sẽ dài lên đến 1m và cân nặng lên đến 30 kg[135][136].
- Loài chuột chù voi Macroscelidea giống như tên gọi của nó có một thân hình của con chuột chù nhưng có cái mũi dài như cái vòi của một con voi, với những đôi chân dài với ngoại hình tổng quan như một con chuột chù, nhưng những động vật này thực sự không có quan hệ gần gũi với nhau. Loài lớn nhất mới được phát hiện gần đây là chuột chù Sengi mặt xám (Rhynchocyon udzungwensis) được phát hiện tại vùng núi Udzungwa của Tanzania và Kenya. Chuột chù voi có thể nặng đến 0,75 kg và dài đến 0,6m[137][138].
- Loài Procavia capensis là loài thú lớn nhất trong bộ Đa man hay còn gọi là ngân thử (Hyracoidea), loài thú này có để đạt đến cân nặng 5,4 kg và dài 73 cm. Trong lịch sử tiến hóa của các loài chuột đá, từng có một thời gian loài thú ăn cỏ trên cạn nguyên thủy này sống ở châu Phi và một vài mẫu vật thu thập được cho biết khi trưởng thành nó có thể lớn đến bằng một con ngựa[139].

## Thú tiền sử

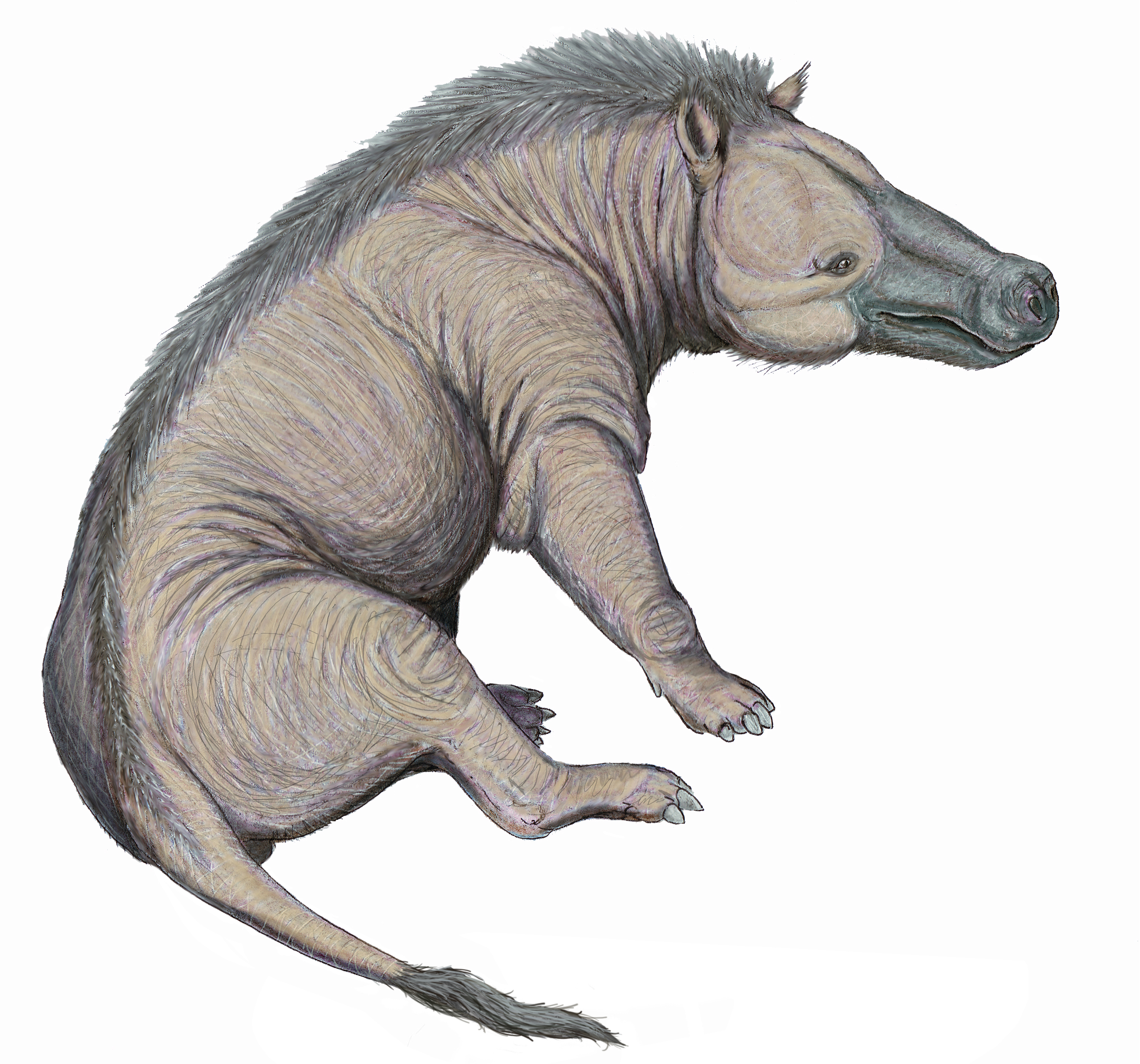
Loài thú Andrewsarchus ở Mông Cổ là loài thú móng guốc nhưng theo hình thái sọ thì thuộc loài thú ăn thịt, chúng là một trong những loài thú cổ đại lớn nhất

- Loài thú móng guốc cổ đại mang tính đại diện cao có liên quan đến thú ăn thịt là Andrewsarchus có thể là loài thú ăn thịt trên cạn lớn nhất từng được ghi nhận. Cân nặng của chúng ước tính dao động từ 454 kg đến 1,816 kg tức là gần 1,9 tấn, dựa trên những thông số đo lường được về kích thước hộp sọ trong tương quan với phần cơ thể của chúng[140]

Trái ngược với những loài ăn cỏ còn sống mà thường là thú móng guốc, chúng là loài thú móng guốc ăn thịt, nó được tìm thấy hóa thạch và đo lường được với kích thước hộp so lên đến 0,83m và được tìm thấy ở Mông Cổ, hộp sọ này to gấp hai lần của hộp sọ của một con gấu nâu, từ đó có thể ước tính con quái thú khổng lồ này có thể đạt kích thước lên đến 2m chiều dài tính đến vai và dài đến 4,5m.
- Thành viên to lớn nhất đã tuyệt chủng của bộ thú Cimolesta có khả năng là các loài Coryphodon, với chiều cao đến vai khoảng 1m và chiều dài lên đến 2,5m, nhiều con lớn nhất trong loài có cân nặng đạt 700 kg[142]
- Loài thú lớn nhất đã tuyệt chủng của bộ thú Dinocerata (còn biết đến với tên gọi là Uintatheres) chính là Eobasileus. Chúng có chiều dài khoảng 4m và khi đứng chiều cao đến vai đạt 2,1m, đồng thời cân nặng của chúng khoảng 4000 kg (8818 lbs).
- Loài thú lớn nhất trong bộ Creodonta chính là Megistotherium hay loài Sarkastodon. Cả hai loài này ước tính cân nặng lên đến 800 kg, mặc dù những nghiên cứu gần đây cho rằng chúng có cân nặng chỉ tầm khoảng 500 kg. Cho dù như thế nào thì cả hai loài này đều là những loài thú săn mồi trên cạn lớn nhất mọi thời đại.
- Loài thú tiền sử đã tuyệt chủng lớn nhất của Bộ thú Notoungulata và phân bộ thú Meridiungulata chính là Toxodon. Nó có chiều dài cơ thể lên đến 2,7m và ước tính cân nặng lên đến 1.415 kg (tức là hơn 1,4 tấn)[143]
- Loài Taeniolabis taoensis là loài lớn nhất trong số những không không thuộc lớp thú Theria từng được biết đến, chúng có thể cân nặng phỏng đoán lên đến 100 kg [144].